# 普仏戦争
普仏戦争（ふふつせんそう、独: Deutsch-Französischer Krieg、仏: Guerre franco-allemande de 1870）は、フランス第二帝政期の1870年7月19日に起こり、1871年5月10日まで続いたフランス帝国とプロイセン王国の間で行われた戦争である。
プロイセンは北ドイツ連邦のみならず、南ドイツのバーデン大公国・ヴュルテンベルク王国・バイエルン王国と同盟を結び、フランスに圧勝した。この戦争を契機に、すでに旧ドイツ連邦の解体で除外が濃厚となっていた議長国オーストリア帝国を除いたドイツ統一が達成され、フランス第二帝政は崩壊した。
ドイツ諸邦もプロイセン側に立って参戦したため独仏戦争とも呼ぶ他、フランス側では1870年戦争と呼称する。なお、日本の世界史の教科書ではプロイセン＝フランス戦争と呼称する例もある。

## 概要

### 背景

北ドイツ連邦（赤）、南ドイツ諸邦（黄）、エルザス＝ロートリンゲン地方（薄黄）

ドイツ統一のためのナショナリズム形成を目論見、プロイセン王国は全ドイツ共通の敵を必要としていた。そして、スペインで発生したスペイン1868年革命による女王イサベル2世のフランスへ亡命後のスペイン王位継承問題でプロイセンとフランスの対立が高まる中、プロイセン首相（北ドイツ連邦宰相）オットー・フォン・ビスマルクは「エムス電報事件」でフランスとの対立を煽り、また北ドイツ連邦と南部諸邦の一体化を図った上で、フランス側に開戦させた。

### 開戦から第二帝政瓦解まで
フランスは7月19日にプロイセンのみに宣戦したが、ドイツ諸邦はプロイセン側に立って参戦した。
初戦こそ、フランスがザールブリュッケンを占領して勝利したが、以降はプロイセン及び同盟軍の優勢で推移した。周到に作戦計画を練っていた（10回以上もの作戦計画を練っていた）参謀総長大モルトケ率いるプロイセン軍は、野戦砲と鉄道輸送を巧みに活用し、フランス軍正面と右翼を攻撃、フランス軍の敗北が続いた。フランス軍は北に圧迫され、戦局はフランスに不利に推移した。
皇帝ナポレオン3世は自ら戦地に赴き、9月1日のセダンの戦いに臨んだが、プロイセン軍は戦線に穴を空けた南方から迂回し、セダンから首都パリへの退路を断つ包囲行動に出ていた。フランス軍はセダンで完全に包囲され、開戦からわずか1ヵ月半後の9月2日、ナポレオン3世は10万の将兵とともに投降し捕虜となった。この一連の出来事にフランス市民は激怒し、2日後の9月4日、ナポレオン3世の廃位が宣言されるとともに、国防のための臨時政府の設立（国防政府）が決議され、第二帝政が崩壊した。

### 継戦とパリ包囲
プロイセン首相ビスマルクは勝敗が決まった時点で即講和し、ゆるやかな条約を結びフランスに遺恨を残さないでおこうと考えていた。しかし、大モルトケと軍と世論はアルザス＝ロレーヌ併合を求めて強硬に反対した。また、フランスはオーストリアのように将来同盟国となる可能性は無く、統一ドイツ帝国が実現すれば列強と対等の同盟を結び、フランスを外交的に封鎖できると考えられた。
一方のフランス側も、領土の割譲を激しく拒否したため、戦争は続行された。
プロイセン軍は、各地の要塞や残存部隊による小規模な抵抗を各個撃破しつつ、パリへ進撃した。9月19日、遂にパリが包囲された（パリ攻囲戦 (1870–71)）。プロイセン軍は背後にあるメス（メッツ）要塞のバゼーヌ元帥麾下の軍団を警戒して一気に攻め込むことはしなかった。10月27日、メス攻囲戦で、大した戦闘もないままバゼーヌ元帥が18万人の将兵とともに降伏し、フランス軍の組織的な反攻は不可能になった。

### 終結
1871年1月5日、パリに砲撃開始。1月18日、パリ砲撃が続く中、ヴェルサイユ宮殿鏡の間で、プロイセン国王はドイツ皇帝（Deutscher Kaiser）ヴィルヘルム1世として推戴され、ここにドイツ帝国が樹立された。
1月28日、休戦協定が署名された。5月10日、フランクフルト講和条約締結により、戦争は正式に終結した。パリ陥落や、アルザス＝ロレーヌ（エルザス＝ロートリンゲン）地方の割譲などを巡り、フランスと新生ドイツの間に遺恨を残した。

## 背景

### ドイツ統一への目論見
普仏戦争の原因は、ドイツ統一にまつわる幾つかの事件にその根源があった。プロイセンとオーストリアがドイツの主導権をかけて戦った普墺戦争（1866年）はプロイセンの勝利に終わった。戦争の結果、プロイセンは多くの領土を併合して北ドイツやライン川流域に勢力を伸ばし、またドイツ諸邦を連合する北ドイツ連邦を主導した。
こうして新たに強い勢力が生まれることは、ナポレオン戦争後のウィーン会議（1815年）で決められたヨーロッパのパワー・バランスが崩れることを意味していた。当時のフランス皇帝ナポレオン3世は、フランスにとっての戦略的な要地の安全を確保するため、ベルギーやライン川左岸における領地補償を要求したが、プロイセン宰相オットー・フォン・ビスマルクは、にべもなくこれを拒否した。これはライン川流域に近いフランスにとって直接の脅威となった。
次にプロイセンはドイツ南部に目を向け、ドイツ南部の諸王国（バイエルン王国、ヴュルテンベルク王国、バーデン大公国、ヘッセン大公国）をプロイセンが主導する統一ドイツ国家の中に取り込むことを画策した。プロイセンが南ドイツ諸国を併合すれば、プロイセンの軍事力は強大化するため、フランスはプロイセンの南ドイツ併合に強く反対した。
プロイセンでは、大きな統一ドイツ帝国を作るためには、ドイツ南部諸邦においてドイツ民族としてのナショナリズムを呼び覚ます必要があり、そのためにはフランスとの戦争が不可避かつ不可欠であると分析・判断していた。この狙いはドイツ宰相ビスマルクの「統一ドイツが出来上がるためには、その前に普仏戦争が起こらねばならない事は分かっていた」という言葉によく表れている。ビスマルクは、南ドイツ諸邦をプロイセン側に引き込み、ドイツ側の数的優位を確保するためには、フランスを侵略者と見なされねばならないこともよく認識していた。また、多くのドイツ人は、歴史的にフランスがヨーロッパを不安定化させてきたと見なしており、平和を乱さないためにはフランスの力を弱める必要があると考えていた。

### スペイン王位継承問題とエムス電報事件

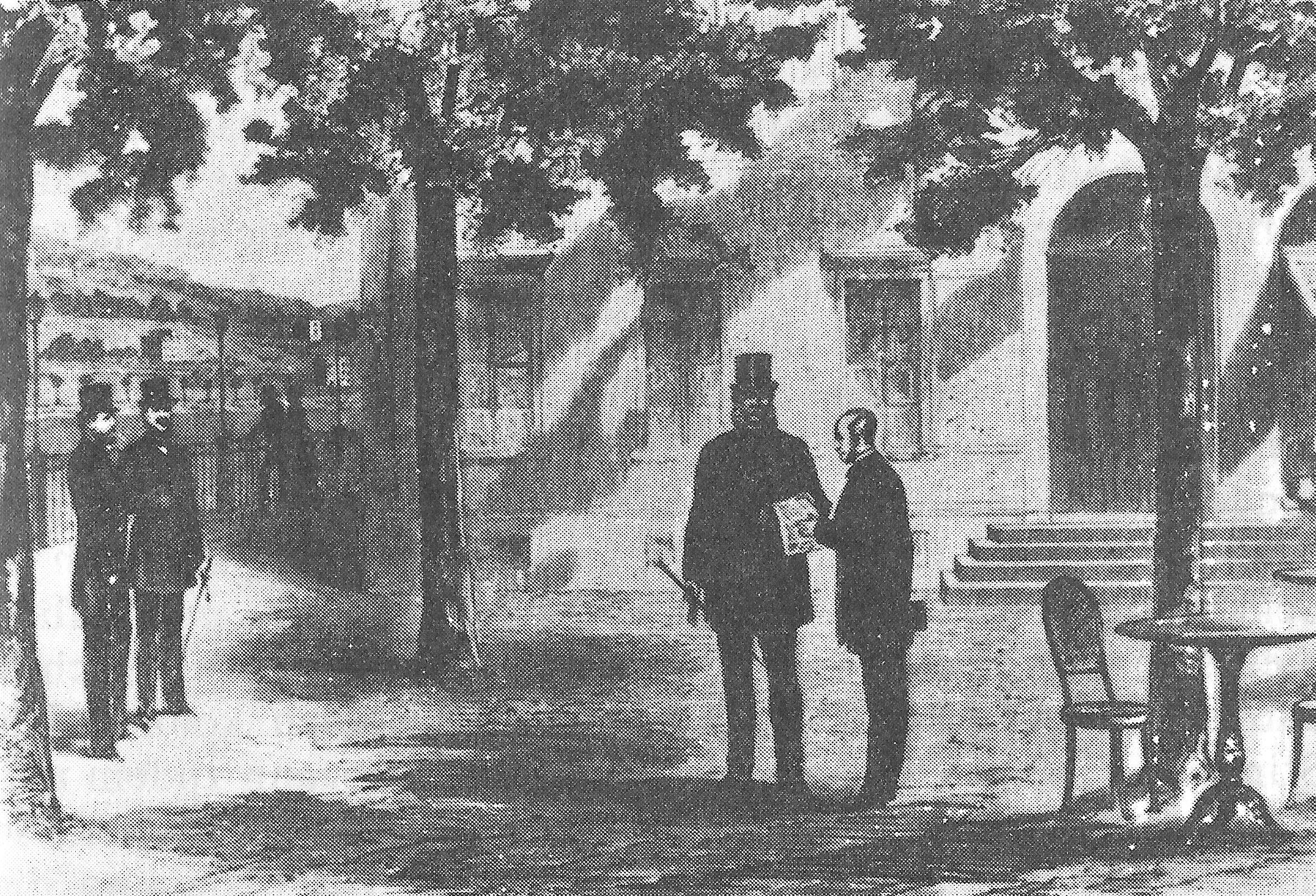
ヴィルヘルム1世から言質を得ようとするフランス大使

戦争の直接的な要因は、スペイン1868年革命の末に空位となっていたスペイン王位に、プロイセン国王の親戚である、ホーエンツォレルン＝ジグマリンゲン侯家のレオポルトが推挙された事にある。プロイセンとスペインがホーエンツォレルン家の領国となれば、フランスは東西から挟まれる形になるため、フランスはこれに強く反発した。フランスの外交的圧力により、ホーエンツォレルン家からの推挙は取り下げられた。
スペイン王位継承問題は、このようにフランスの外交的勝利で終結するかに見えた。ところが、フランスはこれを明文化させようと、7月13日、温泉保養地バート・エムスに滞在中であったプロイセン国王ヴィルヘルム1世に大使を派遣。しかし、ヴィルヘルム1世はこれを非礼であるとして拒絶した。
同日午後、この事実を電報で知った、プロイセン首相ビスマルクは、この問題を煽ってフランス側から宣戦させることを企図する。ビスマルクは、フランスの非礼と国王の怒りを強調して編集（情報操作）し、7月14日に各国報道機関へ向けて発表した。
この日はフランス革命記念日であり、大使の受けた恥辱にナショナリズムを刺激されたフランス世論に促され、ナポレオン3世は翌日7月15日に動員令を発令。翌日にはプロイセンも動員令を発した。動員令から4日後の1870年7月19日、エムス電報事件から1週間もたたない電撃的な速さで、フランスはプロイセンに宣戦布告した。外交的な問題に加えて、ナポレオン3世と首相エミール・オリヴィエは国内的な政治問題を解決する必要性からも、宣戦の必要があると考えた。
一方のプロイセンもフランス同様、国王への侮辱に対し民衆がこの事件にナショナリズムを刺激され、さらにこれが南独にも波及し、諸邦は直ちにプロイセン側に立った。

## 双方の軍事力

### フランス軍

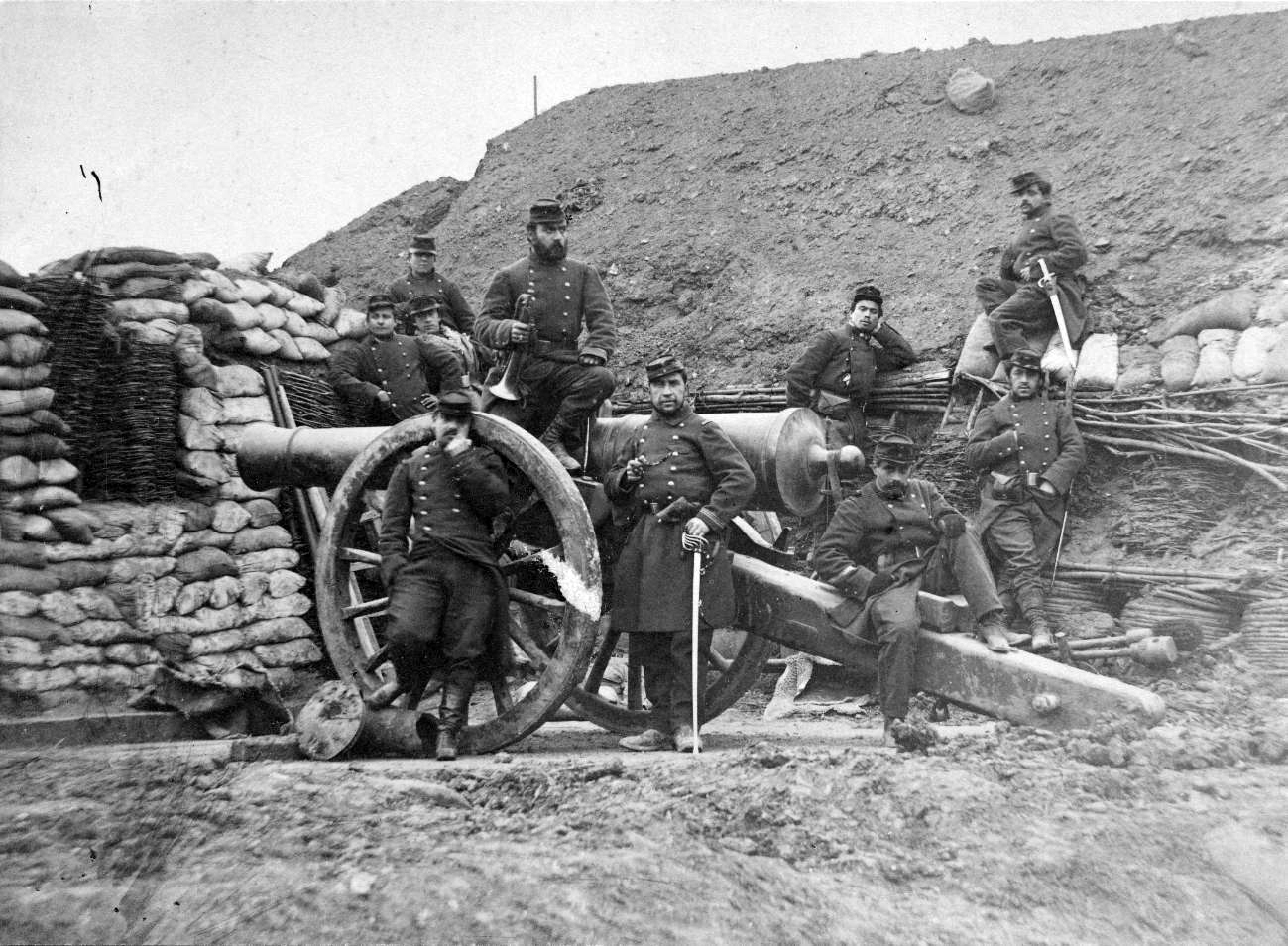
普仏戦争のフランス兵

フランス軍は約40万人の常備兵で構成されており、その内の幾らかはクリミア戦争、アルジェリア戦役、イタリアでのオーストリアとの戦争、メキシコ出兵などを経験した歴戦の古参兵たちであった。
フランスは、国民皆兵による徴兵制の元祖とも言える国だったが、成年男子のうち少数が服するにすぎず、富裕層は金銭によって代理を立てることもできた。徴兵期間は7年と長い一方、予備役も後備役も無かったため、一般国民との遊離が顕著だった。ナポレオン3世は、1867年、アドルフ・ニールにこの制度を改革させ、現役5年予備役4年とし、さらに兵役以外の者で「遊撃軍」を編成した。しかし、立法院の反対により、「遊撃軍」は有名無実化してしまっていた。1869年、後任のエドモン・ルブーフは、制度の不評のため改革を有効に実施できなかった。ルブーフは、数日で30万人を動員できると試算したが、輸送力や兵站の致命的欠陥により、実際は20万人未満だった。
歩兵は、当時の世界で量産されていた火器としては最新式といえる後装式のシャスポー銃を装備していた。ガス漏れ防止ゴムリングと小さめの弾丸を採用したことにより、シャスポー銃の最大有効射程は約1500mであり、装填時間も短かった。砲兵はライフリングを施した前装式のライット4砲（弾丸重量4kg）を装備していた。それに加えて、フランス軍は機関銃のさきがけともいえるミトラィユーズを装備していた。ミトラィユーズは大量の火力を集中できる強力な兵器であったが、射程が短い事と比較的機動性が低い事が欠点で、このため容易に撃破されがちだった。ミトラィユーズは砲架の上に取り付けられ、野砲と同じように砲兵隊の中に組み入れられた。フランス軍は名目的にはナポレオン3世がフランソワ・アシル・バゼーヌ、パトリス・ド・マクマオン、ルイ・ジュール・トロシュらの元帥とともに率いていた。
フランス軍事顧問団を脱走して旧幕府軍と共に戦った後、帰国したウージェーヌ・コラッシュとアンリ・ニコールは脱走の罪で海軍を退官させられていたが、普仏戦争では陸軍の兵士として参加している。

### プロイセン軍

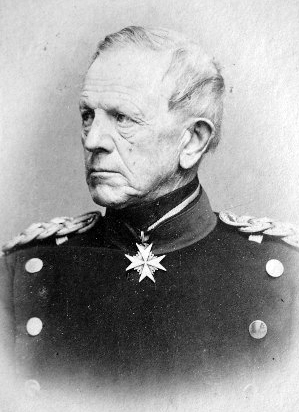
モルトケ

プロイセン軍は常備兵ではなく徴兵で構成されていた。兵役は兵役年齢の男子全員の義務とされ、これによりプロイセン、およびその北ドイツ、南ドイツの同盟国は戦場に約120万人の兵士を動員可能であった。これだけの大兵力を使えることは、敵軍を包囲殲滅する上で有利であった。
プロイセン軍はケーニヒグレーツの戦いで名声を得た「針打式」のドライゼ銃をいまだに装備していたが、既に設計から25年も経っていた。しかしながら、プロイセン軍の砲兵隊には鋼鉄製で後装式のクルップC-64野砲（弾丸重量3kg）が供給されており、これはドライゼ銃の欠点を補って余りあるものがあった。亜鉛玉と爆発物を詰めた接触雷管（contact-detonator）式の弾丸を発射するクルップ砲は、射程4500mで、フランスの青銅製の前装砲よりも猛烈な発射速度を誇っていた。
プロイセン軍はヘルムート・フォン・モルトケ元帥とプロイセン参謀本部が指揮した。プロイセン陸軍はその当時のヨーロッパで唯一の参謀本部を持つという点で独特であった。参謀本部の任務は、作戦行動を指揮すること、兵站・通信を組織すること、および戦争全体の戦略を練ることであった。1866年夏の普墺戦争を踏まえ、1867年冬にはモルトケによる対仏作戦計画が完成していた。プロイセン参謀本部は、フランスの地域特性（地図や鉄道網）をフランス人より熟知していた。
実務面でも、プロイセン陸軍は他のどの国の陸軍よりも参謀長が重要な役割を担っており、参謀長は直接の上官と意見が異なる場合、その上の司令官へ直接上訴する権限を与えられていた。このため、例えば、プロイセン王太子も、彼の参謀長であるレオンハルト・フォン・ブルーメンタール少将の助言に反する行動をとることはできなかった。なぜなら、参謀長が（この場合は王太子の上官である）父・国王に直接上訴する事を恐れたからである。
こうした、組織力と機動力、そして周到な準備により、38万人の兵力を18日間で動員し、さらに9万の兵力を対オーストリア用に温存していた。

### 比較
フランスは既に強力な常備軍を備えている一方で、プロイセンと他のドイツ諸国は徴兵による軍隊を動員するために数週間はかかるであろうから、フランスは開戦当初においては兵力と実戦経験の面で優位に立っていた。フランスの戦術はシャスポー銃を使って塹壕戦を防御的に戦う事を重視していたが、ドイツ軍の戦術は包囲の形勢を作ることと、可能な限り常に砲兵を攻撃的に用いることを重視していた。

### 開戦前の国際関係
この戦争を予測していたプロイセンは普墺戦争の後にフランスへ向けて鉄道線路を6本引いていた（フランスはプロイセンに向け1本）。それに加え情報将校を戦場の舞台になるであろうフランス東北部に派遣、観光客にまぎれこませ偵察させ地図を作成するなど周到な準備を整えていた。また北ドイツ連邦加盟の領邦諸国は、プロイセンが先に宣戦布告された場合には協力するとの条約に基づき参戦した。また、他国の介入を防ぐためにロシア（露土戦争における好意的な中立と、戦争の結果排除された黒海艦隊の再建を認める）、オーストリア（普墺戦争における好意的な戦争処理の追求）、イタリア（フランス領土内の未回収のイタリアの回収を認める）、イギリス（栄光ある孤立の追求）といった国々に事前に根回しをしていた。
これに対しフランスはメキシコ帝国計画が失敗した際に、ハプスブルク家から迎えた皇帝マクシミリアンを見捨てて撤退したことでオーストリアから大きな恨みを買っており、支援を得られなかった。

## 開戦～フランス軍の侵攻

### 両軍の初動
フランスによる対プロイセン宣戦布告は7月19日だったが、閣議決定は7月14日であり、15日早朝には総動員令が下された。7月15日夕方には、北ドイツ連邦主席であるプロイセン国王ヴィルヘルム1世も、同様に総動員令を下令し、南独諸邦も同盟により16日以降総動員体制を取った。
一見すると、先行したフランスが有利のようだが、前述の通り、両国の実際の動員可能兵力数は、プロイセンが有利であった。
プロイセン軍の配置は、次の通りだった。
- 第1軍 - 6万人：シュタインメッツ元帥
- 第2軍 - 13万1千人：フリードリヒ・カール王子
- 第3軍 - 13万人：フリードリヒ王太子
- 予備軍 - 6万3千人

フランスがベルギー及びルクセンブルクを侵犯する可能性は無いと考え、メス（独：メッツ）～ストラスブール（独：シュトラースブルク）間での戦闘が予想された。そこで、第1軍はトリーア→ザールブリュッケン→メス、第3軍はシュパイアー→ストラスブールを、そして第2軍はマインツを起点に1・3軍の中間で両者と連携することが計画された。
フランス軍は確固とした戦闘計画はなかった。およその配置は次の通り。
- アルザス方面に第1・7軍 - 3万5千人：マクマオン元帥
- ロレーヌ方面に第2・3・4・5・近衛軍 - 12万8千人：ナポレオン3世 通称：ライン軍
- 予備軍（シャロン）：第6軍 - 3万5千人

### フランス軍の攻勢

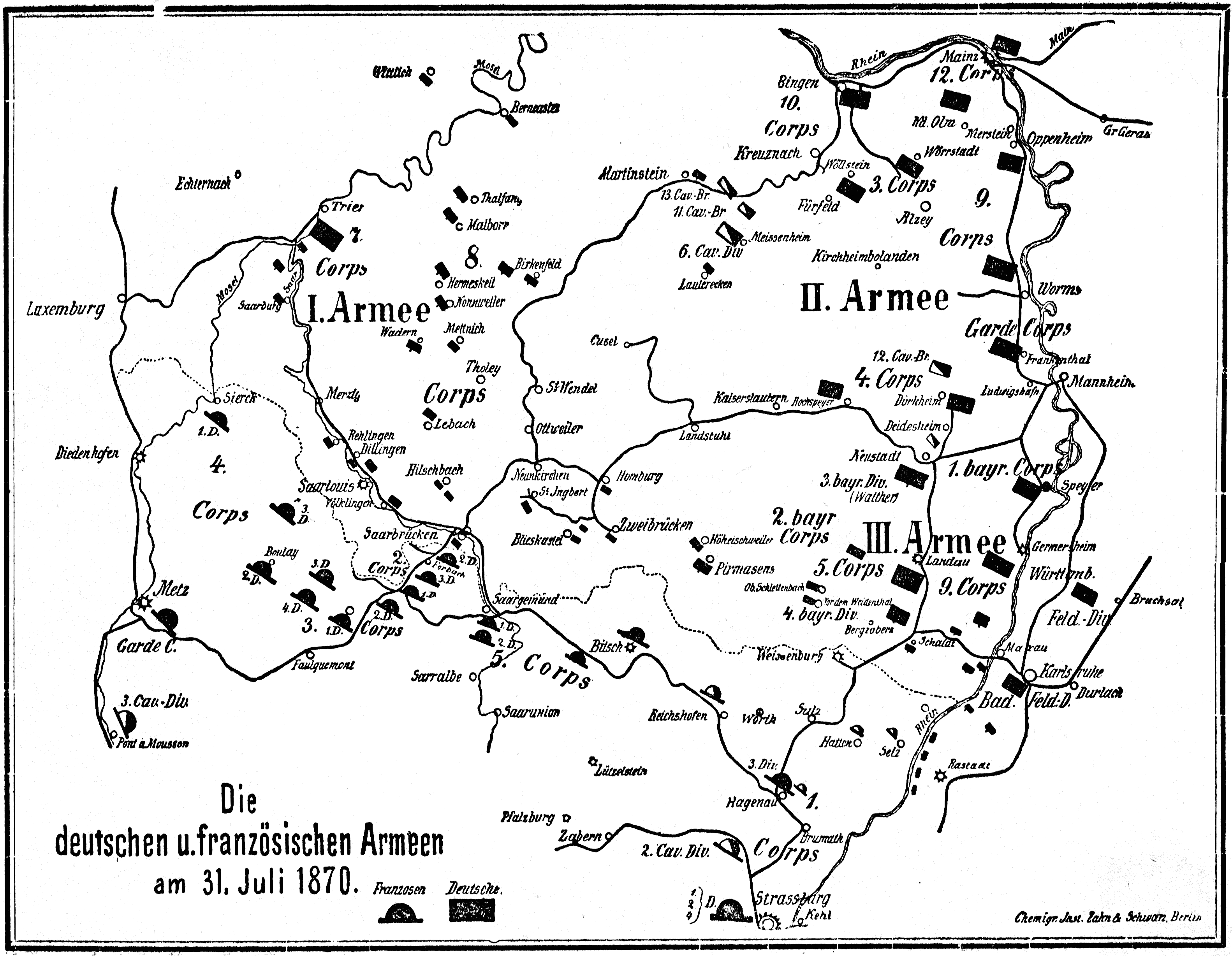
プロイセン（長方形）、フランス（半円）両国軍の布陣（1870年7月31日）

1870年7月28日、ナポレオン3世はメスに向けてパリを出発した。ナポレオン3世は新たに編成したライン軍の総司令官となった。ライン軍は兵力202,448人で、フランス軍の動員が進むにつれて兵力は更に増える予定であった。マクマオン元帥は第1軍（4個歩兵師団）を率いてヴィサンブールへ、カンロベール元帥は第6軍（4個歩兵師団）を率いて北フランスのシャロン＝アン＝シャンパーニュへ向かった。第6軍は予備兵力の役割を担いつつ、ベルギーからのプロイセン軍の侵入を警戒する役割であった。
フランス側の戦争計画は、戦争前に故アドルフ・ニール元帥が描いたもので、ティオンヴィルからトリーアに向けて強力な攻勢に出て、そこからプロイセンのラインラントへ侵入するという計画であった。この計画は、防御的な作戦を志向するフロサール将軍（Charles Auguste Frossard）やルブラン将軍（Bartélemy Lebrun）らによって破棄された。彼らはライン軍をドイツ国境付近で防御態勢にして、プロイセンの攻勢を撃退する計画を考えていた。オーストリアはバイエルン、ヴュルテンベルク、バーデンとともにプロイセンへの（普墺戦争に対する）報復戦争に加わると見込まれるから、第1軍はプファルツ選帝侯領に侵攻し、そこから南ドイツ諸国を自由に通過させてもらいつつ、オーストリア・ハンガリー軍と協調して進撃し、第6軍は必要に応じていずれかの軍への増援に回すつもりであった。
しかしながら、フロサール将軍の計画には早くもほころびが見え始めた。プロイセン軍の動員はフランス側の予測よりも遥かに急速に進んでいた。また、オーストリア・ハンガリー軍は普墺戦争においてプロイセン相手に敗北した痛手からまだ抜け出せておらず、南ドイツ諸国がフランス側に協力的な立場をとった場合にのみ参戦するという方針で、注意深く事態を見守っていた。結局、南ドイツ諸国がプロイセン側に立ち、フランスに対して軍を動員し始めたため、オーストリア・ハンガリーがフランス側に立って参戦する構想は実施されなかった。

### 仏軍によるザールブリュッケン占領

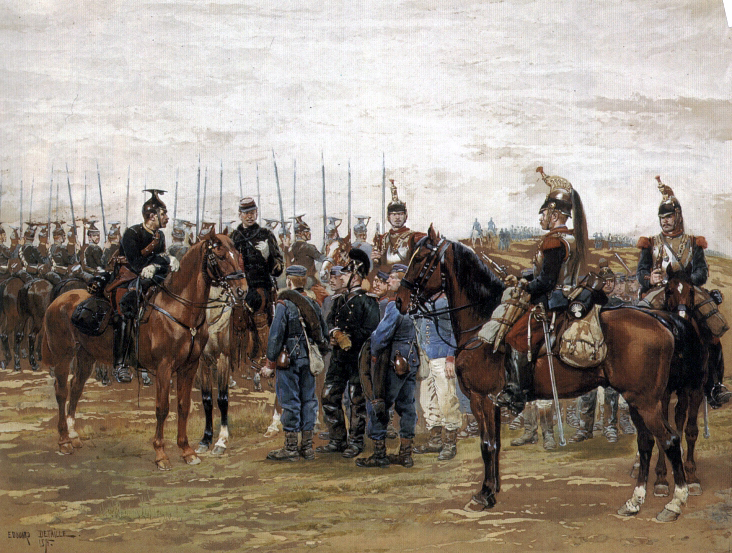
捕虜となったバイエルン兵を見張るフランスの槍騎兵と胸甲騎兵
(画)エドゥアール・デタイユ

ナポレオン3世はモルトケの全軍の動員・配備が完了する前に攻勢を掛けるよう国内から大きな圧力を受けていた。フロサール将軍による偵察では、ライン軍のすぐ前方にある国境の町ザールブリュッケンを警備するプロイセン第16歩兵師団を確認したのみであり、このため、ライン軍はザールブリュッケンの占領を企図して7月31日ザール川に向けて進軍した。
一方、プロイセン側は偵察活動により、フランス軍主力がメス東方にあり、アルザスが手薄であることを知るや、予備軍を第2軍に投入し、第1・2軍で仏主力の攻撃を計画した。
フロサール将軍の第2軍とバゼーヌ元帥の第3軍は8月2日ドイツとの国境を越え、ザールブリュッケンのプロイセン第16歩兵師団第40連隊に一連の直接攻撃を掛け始めた。ザールブリュッケン周辺での小競り合いでは、フランスのシャスポー銃がプロイセンのドライゼ銃に対して優位に立ち、フランスの小銃手は一様にプロイセンの小銃手の射程圏外から攻撃できた。
しかしながら、プロイセン軍は頑強に抵抗し、両軍の損害はプロイセン軍83名に対してフランス軍86名であった。ザールブリュッケンは兵站の面でみても大きな障害であることが分かった。ザールブリュッケンからのびる鉄道だけがドイツの後背地域へと続いているが、ザールブリュッケンは一軍を以て容易に守備でき、かつまたこの地域で唯一の河川は国境に沿って流れている。
プロイセン主力が未だ到着しておらず、プロイセンはこの街を明け渡さざるを得なかった。普仏戦争を通じ、最初に国境を超えたのはフランスであり、またこれがフランスにとって最初で最後の勝利となった。

### プロイセン軍の反撃準備
この勝利がラインラント、ひいてはベルリンへ向かう第一歩だ、とフランス本国で声高に叫ばれていたその頃、ルブーフ将軍（Le Bœuf）とナポレオン3世は、外国ニュースメディアからプロイセン軍とバイエルン軍がザールブリュッケンの南東方面に集結しており、さらに北方面や北東方面にも軍が集結しているとする警戒すべき報告を受け取っていた。
実際にモルトケはそれら三つの地域に軍を集結させていた。すなわち、ザールルイに面する場所にカール・フォン・シュタインメッツ将軍率いるプロイセン第1軍5万人、フォルバックからスピシュランまでの線に面する場所にフリードリヒ・カール王子率いるプロイセン第2軍13万4000人、そしてフリードリヒ王太子率いるプロイセン第3軍12万人はヴィサンブールにて国境を越える用意を整えていた。

## プロイセン軍の攻勢～皇帝捕縛

### ヴィサンブールの戦い
捕虜にしたプロイセン兵や地元警察署長からの聴取により、フリードリヒ王太子の第3軍がザールブリュッケンから僅か48km南方のヴィサンブール（独：ヴァイセンブルク）付近にいる事が分かり、ルブーフ将軍とナポレオン3世は防御的な位置まで退却する事を決めた。フロサール将軍はザールブリュッケンに進出していたライン軍の一部を独断でスピシャランとフォルバックまで急遽退却させた。
この時点でヴィサンブールに最も近い位置にいたマクマオン元帥(第1軍団)は、隷下の4個師団を約32kmに渡って散開させてプロイセン軍の侵攻を待つ形になった。これは補給の欠如によるもので、各師団と本来それらの師団を支援する筈である軍の補給部隊とが一緒になって基本的な物資を探して廻る有様だった。
更に状況を悪化させたのは第1軍団の第1師団長デュクロ将軍(Auguste-Alexandre Ducrot)の言動であった。デュクロは8月1日、マクマオン軍団の第2師団長アベル・ドゥエー将軍(Abel Douay)に対して「私が得た情報では敵は前哨付近に大した兵力を置いておらず、攻勢に出る意思はないと思われる」と話した。その2日後、デュクロはマクマオンに「敵の前哨一つすら発見できていない。（中略）ババリア人の脅しは単なるハッタリと思える」と述べた。デュクロはドイツ軍からの攻撃は無いと見ていたが、マクマオンはなおも他の各師団への警告に努めた。しかしその努力は実らなかった。
普仏戦争における最初の戦闘は1870年8月4日に起きた。第1軍団のドゥエー将軍率いる第2師団と随伴する騎兵部隊は、支援のない状態で国境監視の配置についていたが、ドイツ第3軍から圧倒的ながら統制を欠いた攻撃を受けた。その日を通じて1個バイエルン軍団と2個プロイセン軍団からの部隊が戦闘に参加し、プロイセン軍の砲兵支援も加わってヴィサンブールの防御陣地に穴を開け始めた。
シャスポー銃の正確な長射程の射撃のおかげで、ドゥエーは当初非常に頑強に陣地を保持したが、そのまま支え切るには部隊が薄く延び過ぎていた。ドゥエーは昼前に師団ミトラィユーズ隊の弾倉が近くで爆発して戦死した。プロイセン兵は市を包囲しつつあり、フランス軍は退路を脅かされた。
ヴィサンブール市内での戦闘は極めて激化し、建物を一軒ずつ争う消耗戦となった。プロイセン歩兵の間断ない攻撃にもかかわらず、フランス第2師団は位置を変えなかった。ヴィサンブールの市民は最終的にドイツに降伏した。降伏しなかったフランス兵は死傷者1,000人と捕虜1,000人を残し、残りの弾薬全てを遺棄して西へ退却した。プロイセン兵による最後の攻撃で更に約1,000人の損害が出た。ドイツ騎兵はその後フランス兵の追撃に失敗し接触を失った。攻撃側は優勢な初期兵力を広く展開して包囲を成功させるかに見えたが、フランス軍はシャスポー銃の威力で歩兵攻撃を撃退し続け、フランス歩兵がプロイセン砲兵の猛射を浴びるまで持ち堪えた。

### スピシャランの戦い

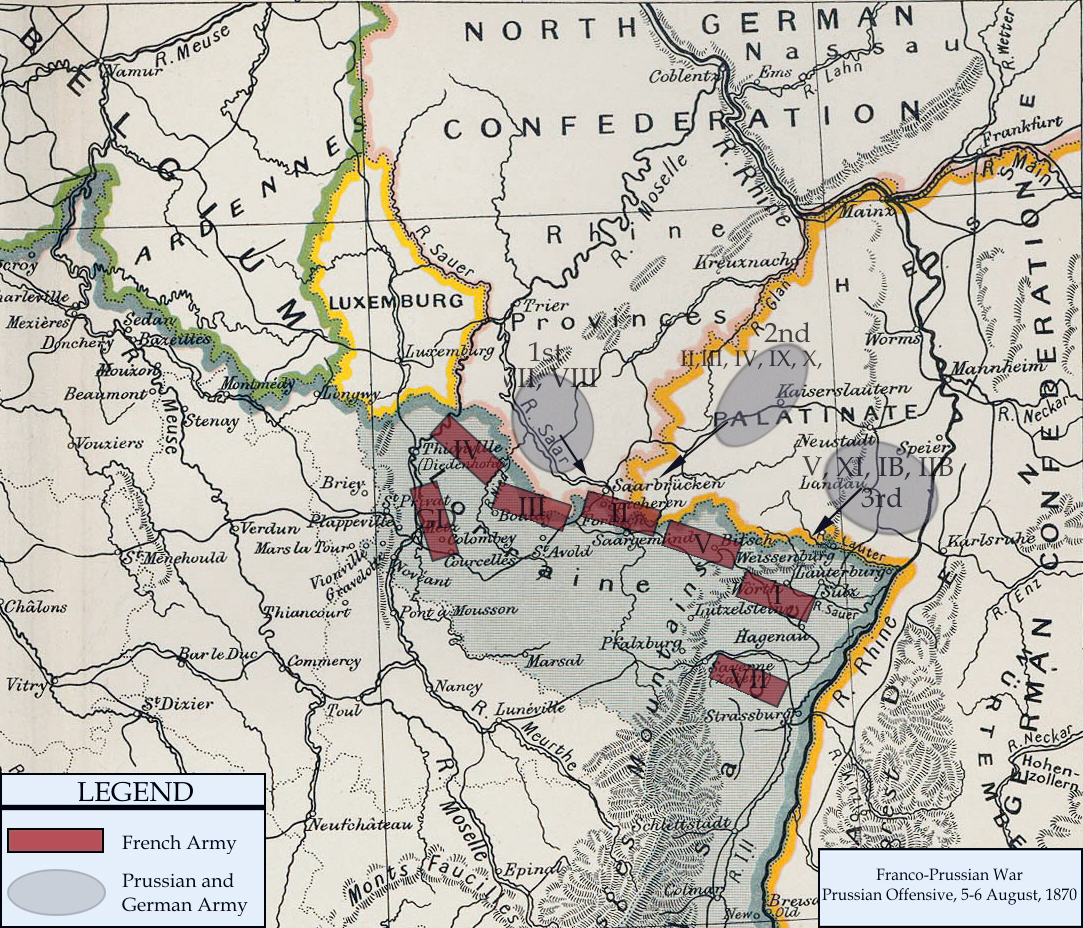
1870年8月5～6日のプロイセンおよびドイツ軍の攻勢の図

モルトケは当初、ザール川のバゼーヌ元帥の軍に対して、第2軍で敵正面から、第1軍で敵左翼から攻撃するため、8月6日に両軍をザール地方で合流させる計画だった。そして、バゼーヌ軍を現在地に引き留めて、第3軍が敵後方に回り込んで退路を断つ態勢を構築する意図があった。しかしながら、老将シュタインメッツ将軍はモルトケの計画を知らず、麾下の第1軍は第2軍到着前にザールブリュッケンの前面に至った。
フランス側では、ヴィサンブールでの損害を受けて作戦の練り直しが不可欠であった。ルブーフ将軍は怒りのあまり顔を紅潮させ、ザール川を越えて攻勢に出て損害を挽回する一念であった。しかしながら、軍監察官 Wolff 将軍がザール川を越えての補給は不可能だろうと言ったため、次の対決に向けた計画は、感情やプライドよりも、ようやく見え始めた現実に立脚したものとなった。従って、フランス軍は防御態勢をとることとなり、それはドイツ側からの攻撃が予想される地点を全て守ることとなったため、フランス軍の布陣は広がり、互いに連携しにくい状態のままであった。
ザールブリュッケンにいた仏第2軍のフロサール将軍は、ドイツ軍の動静が不明な状況で、ヴィサンブールでのフランス敗北の報を知り、同地の確保は困難であると判断して放棄し、国境近くのスピシャランの高台に布陣した。仏軍の撤退を知ったシュタインメッツ将軍は、予定外に第1軍を率いてまっすぐスピシャラン（独：シュピッヒェルン）へ向けて南へ進んだ。フリードリヒ・カール王子軍の本隊と、そこから前方展開している騎兵隊との間に割り込んでしまった。
8月6日、マクマオン元帥の仏第1軍がドイツ第3軍とヴルトで戦っていたころ、シュタインメッツ将軍のドイツ第1軍はザールブリュッケンから西へ前進し終えた所であった。フリードリヒ・カール王子のドイツ第2軍から出された斥候が、付近の「おとり射撃」につられて、遠くのスピシャラン町の南の台地の上にフロサール軍（フランス第2軍）を発見し、これをフロサール軍が退却しようとしていると受け取った。ここで再びモルトケの計画は無視されて、ドイツ第1軍と第2軍は、スピシャランとフォルバックの間にて防備を固めている仏第2軍に攻撃を掛け始めた。
戦闘の当初、フランス軍はドイツ軍の数的優位に気付いていなかった。なぜなら、ドイツ第2軍はそれまで総攻撃を行っていなかったからである。フロサールは接近して来るドイツ軍の攻撃を単なる小競り合いと考えており、他の部隊へ増援を要請しなかった。どれほどの規模の相手と戦っているのかをフロサールが認識した時には、時既に遅かった。予備戦力たるバゼーヌ軍とフロサール軍の間の通信はかなり断片的かつ遅くなり、予備戦力がスピシャランへの移動命令を受け取った頃には、既にドイツ第1軍と第2軍が台地に向かって突撃を仕掛けていた。
スピシャランの仏軍陣地は、森の中にあって防御に有利であった が、予備戦力が到着しなかったため、フロサールは、フォルバックで発見されたフォン・グルーメ(von Glume)将軍の部隊が自軍の側背に回り込みつつあり、自軍は重大な危機に瀕していると誤解した。フロサールは台地の防衛を放棄して、日没後に戦闘が終了するまでに南へ退却した。
シャスポー銃の性能により、ドイツ軍の損害（死傷者）はフランス軍より大きかった ものの、翌朝に再び突撃を仕掛けたドイツ軍はそれまでの損害が無駄ではなかった事を知り驚喜した。フロサールは台地の陣地を放棄していたのである。
スピシャランの戦いは、この戦争におけるフランスの3度にわたる決定的な敗北の中でも2番目に大きな敗北となった。

### フシュヴィレール＝ワシュの戦い
マクマオン元帥のフランス第1軍と、フリードリヒ王太子のドイツ第3軍は、ヴィサンブールの戦いから2日後の1870年8月6日に、ヴィサンブールから16km未満の距離になるフシュヴィレール(Frœschwiller)町のヴルト（ヴェルト）付近で再び激突した。王太子の第3軍は、参謀フォン・ブルーメンタール将軍の迅速な対応により、増援を受けて兵力は14万人に上っていた。フランス軍も増援を受けたが、フランス側の動員は遅く、フランス軍は僅か3万5千人に止まっていた。
フランス側は数的に圧倒的に不利であったのだが、フシュヴィレールのすぐ外側で防御配置に就いていた。午後までに、両軍ともに損害は約1万人を数え、フランス軍は抵抗を続けるのが難しくなった。更にフランス軍にとっては不利なことに、フランス軍防衛線中央の丘の上にあるフシュヴィレールをドイツ軍が奪取してしまった。勝利の望みを失い、皆殺しに直面し、フランス軍は戦線を離脱し西に向かって撤退し、ヴォージュ山脈の反対側にいるフランス軍部隊に合流することを目指した。ドイツ第3軍は退却中のフランス軍を追撃しなかった。ドイツ第3軍はアルザスに残り、付近のフランス軍警備部隊を攻撃して撃破しつつ、ゆっくりと南へ進んだ。
フシュヴィレール＝ワシュの戦いは普仏戦争で最初の大規模な戦闘であり、両軍合わせて10万人を超える兵力が激突した。また、この戦いは様々なドイツ諸邦（プロイセン、バーデン、バイエルン、ザクセンなど）が共同で戦った戦いの中でも最初の頃のものの一つでもある。これらの事実により、ヴルトの戦場を「ドイツの揺籃」と呼ぶ歴史家もいる。しかしながら、ドイツ側もこの戦いにおいて無傷というわけではなかった。たとえば、プロイセン軍の戦死傷者は10,500人であった。しかし、マクマオンの状況は更に悲惨であった。フランス軍の損害は19,200人が戦死・戦傷・捕虜となったのである。
皇帝不在のパリでは、相次ぐ敗戦により、8月9日、エミール・オリヴィエ内閣が倒れ、好戦的なシャルル・クーザン＝モントバンが首相となった。ナポレオン3世は当初、モーゼル川西部まで撤退を検討していたが、人気の失墜を恐れて決断できなかった。8月13日、新内閣は、モーゼル川東部のメス（独：メッツ）陥落を阻止すべく、全軍を同地に集結させようとした。そして、優柔不断なナポレオン3世は、指揮官の地位をバゼーヌ元帥に委ねた。

### マルス＝ラ＝トゥールの戦い

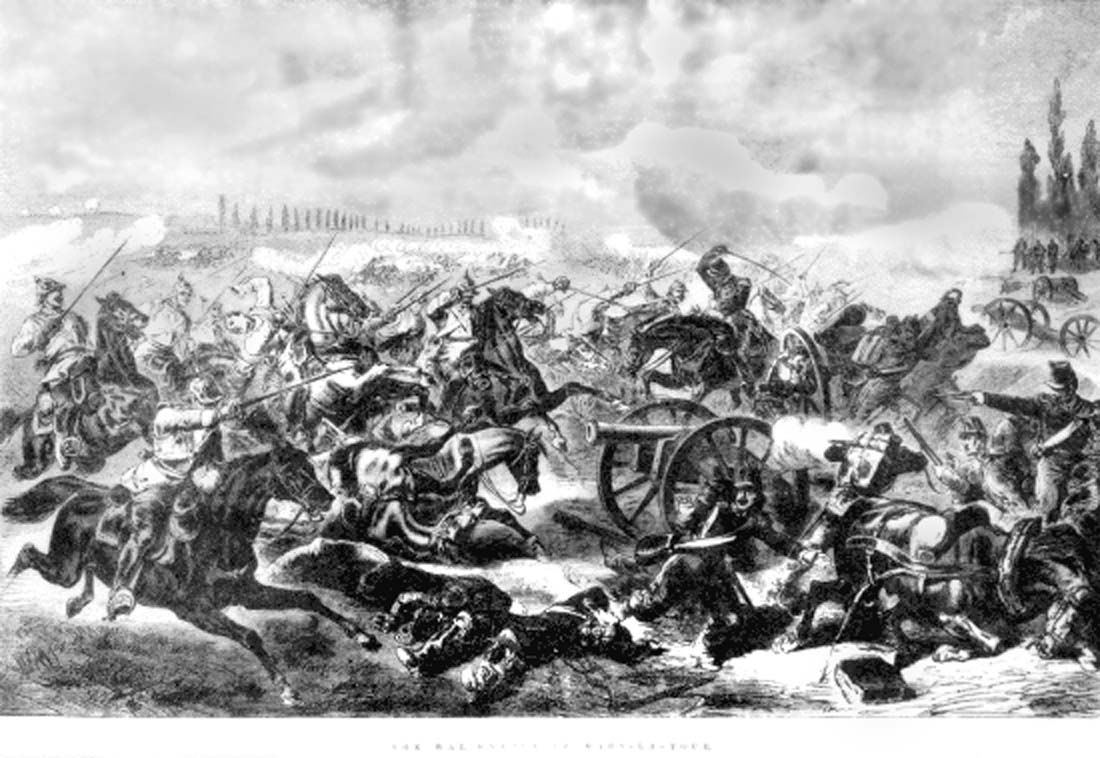
1870年8月16日、プロイセン第7胸甲騎兵がフランス軍の砲兵隊に突撃する様子

プロイセン軍が猛進する一方で、13万人のフランス軍は前線で数回にわたって敗北を喫した後、メスの要塞に閉じ込められていた。シャロンにある友軍と連携するためにメスを離れようとするフランス軍の動きは、プロイセン軍のオスカー・フォン・ブルーメンタール(Oskar von Blumenthal)少佐指揮下の騎兵斥候により発見された。フランス軍の退却から4日後の8月16日、コンスタンチン・フォン・アルヴェンスレーベン(Konstantin von Alvensleben)将軍のプロイセン第2軍第III軍団3万人は、マルス・ラ・トゥール（Mars-La-Tour）東方のヴィオンヴィル(Vionville)付近でフランス軍を発見したものの、兵力ではかなり劣勢であった。
兵力は4対1であったが、第3軍団は冒険的な攻撃に打って出た。フランス軍は総崩れとなり、第3軍団はヴィオンヴィルを占領し、西へ向う退路を遮断した。メス要塞のフランス軍は退却を阻止され、血路を開くよりほかなくなった。ここに、西欧では最後となる大規模な騎兵戦を見る事となる。戦闘は直ぐに発生し、第III軍団は絶え間ない騎兵突撃を受け、兵の半数以上を失って粉砕されてしまった。一方のフランス軍も同程度の1万6千人の損害を受けたが、依然として圧倒的な数的優位に立っていた。
8月16日の時点ではフランス軍は要所のプロイセン軍の防衛を一掃して脱出できるチャンスがあった。フランス軍前衛を攻撃した2個プロイセン軍団は、これを退却中のムーズ(Meuse)のフランス軍の後衛だと考えていた。このような誤解があったものの、2個プロイセン軍団はフランス全軍を丸1日に亘って足止めした。兵力は5対1であったが、プロイセン軍の並外れた猛進が、フランス軍の優柔不断に打ち勝った。フランス軍は決定的な勝利を掴む機会を失ってしまった。

### サン＝プリヴァの戦い
サン＝プリヴァの戦い（またはグラヴロットの戦い）は、西へ退却しようとするフランス軍が阻止されたマルス・ラ・トゥールの戦いの翌日、メスの西方約10kmの所で起こった、普仏戦争で最大の戦闘である。

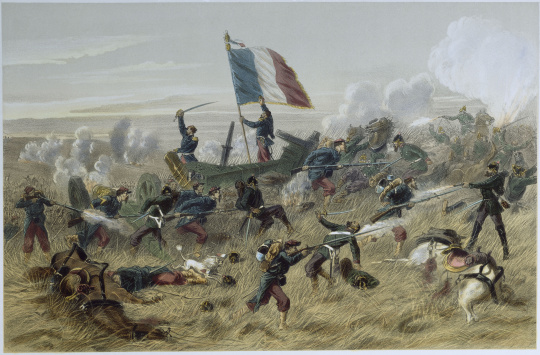
「グラヴロットの戦い」
ジュール・フェラ画, 1870年

モルトケ元帥が率いるドイツ連合軍は、北ドイツ連邦のプロイセン第1軍と第2軍で、その兵力は210個歩兵大隊、133個騎兵大隊、重砲732門よりなる将兵188,332名であった。フランソワ・アシル・バゼーヌ元帥が率いるフランスのライン軍は、183個歩兵大隊、104個騎兵大隊、重砲520門よりなる将兵112,800名であり、南側のロゼリユ(Rozerieulles)町付近を左翼とし、北側のサン＝プリヴァを右翼として、高地に沿って塹壕を掘って布陣していた。
8月18日午前8時、モルトケが第1軍、第2軍にフランス軍陣地への前進を命じて戦闘が始まった。12時までに、マンシュタイン(Manstein)将軍が第25師団の砲兵と共同してアマンヴィレー(Amanvillers)村の前で戦端を開いた。フランス軍は前夜から当日早朝にかけて塹壕と射撃壕の構築に時間を費やした一方、砲兵隊とミトラィユーズ隊は伏兵とした。最終的にフランス軍はプロイセン軍の前進に気付き、進軍中のドイツ軍の集団に対して猛烈な射撃を浴びせた。戦闘の初期の経過は、シャスポー銃の有利さを生かしたフランス軍優勢に見えた。しかしながら、全鋼鉄製のクルップ製後装砲を装備したプロイセン砲兵は優れていた。
14時30分までに、第1軍司令官のシュタインメッツ将軍は、マンス(Mance)渓谷を横切る形で第8軍団を一方的に前進させたが、フランス軍陣地からのシャスポー銃とミトラィユーズの射撃によって、プロイセン歩兵はすぐに渓谷の中で釘付けになってしまった。15時、攻撃を支援するためにドイツ軍第7軍団、第8軍団の大砲が砲撃を開始した。しかし、攻撃は立ち往生して危機に瀕しているため、シュタインメッツは第7軍団に前進を命じ、更に第1騎兵師団もこれに続いた。
16時50分までに、プロイセン軍による南側での攻撃は頓挫の危機にあったため、プロイセン第2軍の第3近衛歩兵旅団が、カロンベール将軍指揮下のサン－プリヴァのフランス軍陣地に攻撃を開始した。17時15分、プロイセン第4近衛歩兵旅団が加わり、更に17時45分にはプロイセン第1近衛歩兵旅団も加わった。プロイセン近衛旅団の攻撃は全てフランス軍の射撃壕や塹壕からの猛烈な銃火によってその場に釘付けとなった。18時15分、プロイセン第1近衛歩兵師団の最後になる第2近衛歩兵旅団もサン－プリヴァ攻撃に加わることとなった。一方、シュタインメッツは第1軍予備の最後の部隊にマンス渓谷を横切る攻撃を命じた。18時30分までに、第7軍団と第8軍団の相当部分が戦線離脱し、ルゾンヴィル（Rezonville）のプロイセン陣地に向けて退却した。
第1軍の敗退を受けて、フリードリヒ・カール王子は近衛師団の攻撃までも失敗することは避けるためにサン－プリヴァのカロンベールの陣地に対して大量の砲撃を命じた。19時までに第2軍第2軍団の第3師団（師団長：エドゥアルト・フォン・フランゼッキー）は渓谷を横切って進撃する一方、第12軍団は近在のランクール（Roncourt）町を掃討して、第1近衛歩兵師団の残存兵力と共に廃墟となったサン＝プリヴァに勢いのある攻撃をかけた。20時、プロイセン第2軍団の第4歩兵師団が到着し、プロイセン右翼のマンス渓谷の戦線は膠着した。
この時までに、プロイセン第1近衛歩兵師団、第12軍団、第2軍団はサン＝プリヴァを占領し、敗れたフランス軍は退却を余儀なくされた。プロイセン軍は戦闘で疲労困憊しており、フランス軍はここで反撃をかけることもできた。しかしながら、シャルル＝ドニ・ブルバキ将軍はフランス軍古参近衛隊の予備に攻撃を命ずる事を拒んだ。なぜなら、この時までに彼は全般的な状況をみて「敗北した」と考えていたためである。
22時までに、戦場の銃火は夜に向けて静まっていった。翌朝、フランスのライン軍は、戦闘で弱ったプロイセン軍に対して攻撃を掛けて戦闘を再開するのではなく、メスへ退却した。
この戦闘での損害は、特に攻撃側のプロイセン軍で甚大であった。8月18日の戦闘で、合計20,163名のドイツ兵が戦死、戦傷、行方不明となった。フランス軍の損害は7,855名戦死傷、4,420名が捕虜となり（内半数は負傷していた）、合計で12,275名であった。大部分のプロイセン兵はフランス軍のシャスポー銃により斃され、大部分のフランス兵はプロイセンのクルップ砲により斃された。損害を細かくみると、フロサールのライン軍第2軍団は損害621名であった一方、シュタインメッツ指揮下のプロイセン第1軍にPointe du Jourの前で4,300名の損害を与えていた。プロイセン近衛歩兵師団の損害はさらに驚くべき数字で、18,000名の内の8,000名を失っている。特別近衛猟兵は700名の内、将校19名、下士官兵431の損害を受けた。第2近衛歩兵旅団は将校39名、下士官兵1076名。第3近衛歩兵旅団は将校36名、下士官兵1,060名。
フランス側は、サン＝プリヴァを守っていた部隊は同村内で半数以上を失っていた。

### メス攻囲戦とセダンの戦い

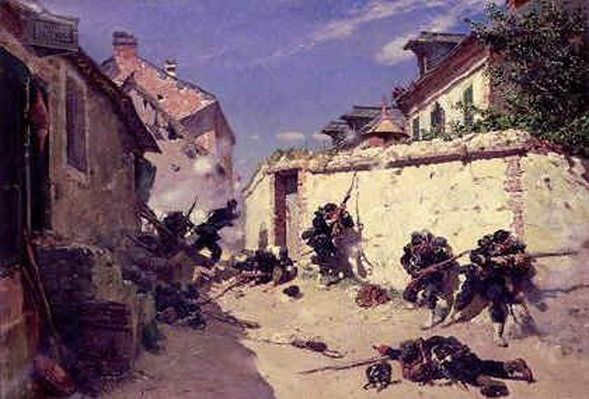
1870年普仏戦争。フランス軍によるメスの防衛
(画)アルフォンス・ド・ヌヴィル

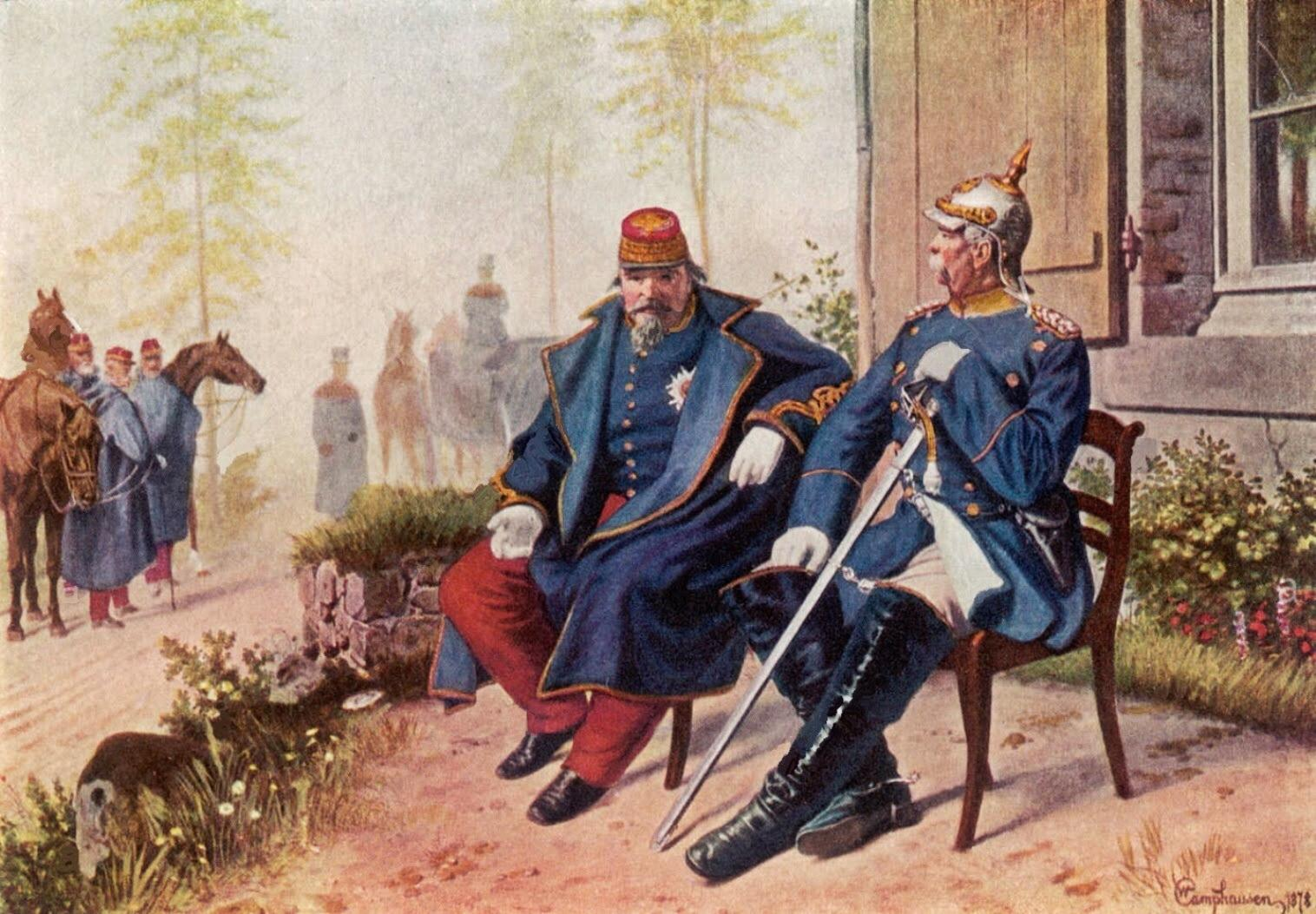
セダンの戦いの後、降伏したナポレオン3世(左）とビスマルク(右)
(画)ヴィルヘルム・カンプハウゼン

バゼーヌ元帥のライン軍がグラヴロットで敗北し、メスへの退却を余儀なくされた。プロイセン第1軍および第2軍の15万人はメス要塞を包囲した。
グラヴロットでの敗北後、バゼーヌ元帥がメスに籠城した事を受け、ナポレオン3世は、メスのバゼーヌ軍と分断される形で、シャロン入りし、アルザス方面から敗走したマクマオン軍や、南方の第7軍団も同地に集結した。新たにシャロン軍としてマクマオンを指揮官としたが、仏軍の士気も装備も著しく悪い状況だった。しかし、皇帝もマクマオンも、バゼーヌを見捨てることによるフランス世論への悪影響を考慮し、パリ防衛に注力することを躊躇した。
マクマオンは、北部のランスへ移動し、そこから南へ転進してプロイセン軍の左側面から攻撃する計画を立て、8月21日に実行に移した。ところが、メスのバゼーヌは、ドイツ包囲網を西北方面に破りスダン（セダン）経由でシャロン軍と合流すると報告したため、マクマオンは東方への転進を決断した。フランスの両軍は、ムーズ川付近まで進出した。
モルトケ元帥が指揮するプロイセン軍は、フランス軍のこの動きに付け込み、フランス軍を挟撃する策に出た。ここで第1・2軍を再編成し、フリードリヒ・カール王子麾下の17万5千の兵力をメス攻囲の主力とし、そこから3個軍団を割いて、ザクセンのアルベルト王太子の下にムーズ軍を編成した。ムーズ軍はヴェルダンを経て、ナンシーに至り、プロイセン第3軍と連携してパリを目指した。
8月28日になって、ドイツはフランスの動向を知り、ムーズ軍及び第3軍を北方に進軍させた。8月30日、独ムーズ軍及び第3軍は、フランス軍を捕捉した。激しい戦いののち、ドイツ軍は兵5,000人と砲40門を失い、フランス軍はセダンに退却した。
9月1日、仏シャロン軍（202個歩兵大隊、80個騎兵大隊、砲564門）は、包囲しているプロイセン第3軍およびムーズ軍（222個歩兵大隊、186個騎兵大隊、砲774門）に攻撃を開始し、戦闘が始まった。予備として待機していたフランス軍第5軍団司令官エマニュエル・フェリックス・ド・ウィンフェン将軍はプロイセン11軍団に対して歩兵・騎兵共同攻撃を行いたいと考えた。しかし11時までにはプロイセン砲兵がフランス軍に打撃を与えた一方、戦場には更に多くのプロイセン兵が到着した。Marguerite将軍が率いるフランス軍騎兵は、プロイセン11軍団が集まっている近在のフロアン（Floing）村に対して3度にわたり決死攻撃を掛けた。Marguerite将軍は最初の突撃のごく初めごろに戦死し、その後2回の突撃は大損害を受けただけで得るところはなかった。
その日の終わりになっても脱出できる望みはなく、ナポレオン3世は攻撃をやめさせた。フランス軍は戦死傷者1万7,000名を失い、2万1,000名が捕虜となった。プロイセン軍は2,320名戦死、5,980名戦傷、700名が捕虜または行方不明と報告している。
翌日9月2日までに、ナポレオン3世は降伏し、10万4,000名の将兵と共に捕虜となった。これはプロイセン側の圧倒的勝利であった。プロイセン軍はシャロン軍全部を捕虜にしたばかりでなく、フランス皇帝までも捕虜にしたのである。スダンでのフランス敗北は、この戦争におけるプロイセン有利を決定づけた。フランス軍はバゼーヌ軍がメス市にて包囲されて動けなくなっており、それ以外にドイツの進撃を阻む軍隊はもはやフランスにはいなくなったのである。
その後、メスのバゼーヌ軍18万人は大した抵抗もできず10月27日に降伏した。これはフランスにとって大きな痛手となった。にもかかわらず、戦争は更に3ヶ月も続いていくこととなる。

## フランス国防政府による継戦～ドイツ帝国樹立

### 臨時政府樹立
ナポレオン3世が捕虜になったニュースはパリに衝撃を与え、9月4日にルイ・ジュール・トロシュ（Louis Jules Trochu）将軍、ジュール・ファーヴル（Jules Favre）、レオン・ガンベタ(Leon Gambetta)らが仕掛けた無血クーデターが成功し、フランス第二帝政は打倒された。彼らはボナパルト派の第二帝政を退け、国防政府（臨時政府）を樹立させて、共和国を宣言した。これが将来の第三共和国につながっていく。なお、ナポレオン3世はドイツへ連行され、翌1871年3月19日に解放された。
セダンでのドイツ勝利の後、ナポレオン3世の軍はドイツに降伏して皇帝自身が捕虜となった。バゼーヌ元帥の軍はメスで包囲されて動けなくなっており、残っているフランス軍部隊の大部分は戦闘に参加していない。この状況を受けて、ドイツ側としては交戦状態を公式に終わらせて休戦し、更に講和につなげる道筋を望んだ。特にプロイセン宰相ビスマルクは、可能な限り早く戦争を終わらせたかった。多くの国と接するプロイセンのような国にとって、戦争が長引くという事は、他の勢力からの干渉を受ける危険性が増す事を意味する。ビスマルクは、その危険を最小限にすると固く決心していた。
当初、和平への道筋は明るいと考えられていた。ドイツ側は、フランス新政府は自分たちの手で倒した前皇帝の始めた戦争を続けることに興味はないだろうと推測していた。和平の道を探るため、ビスマルクはフランス新政府をフェリエール城（Château de Ferrières）で開かれた交渉に招き、穏当な講和条件のリストを示した。それにはアルザスにおける限定的な領土要求も含まれていた。
プファルツ州のライン川沿いの国境争いは1840年からなされており(アドルフ・ティエール、ライン危機)、ドイツ人はライン川の両岸を守るという意識が強かった。プロイセンは最近カトリック人口の多い広範囲の地域を獲得したため、更なる拡張は望ましくないとビスマルクは考えていた。

### 休戦拒否と継戦

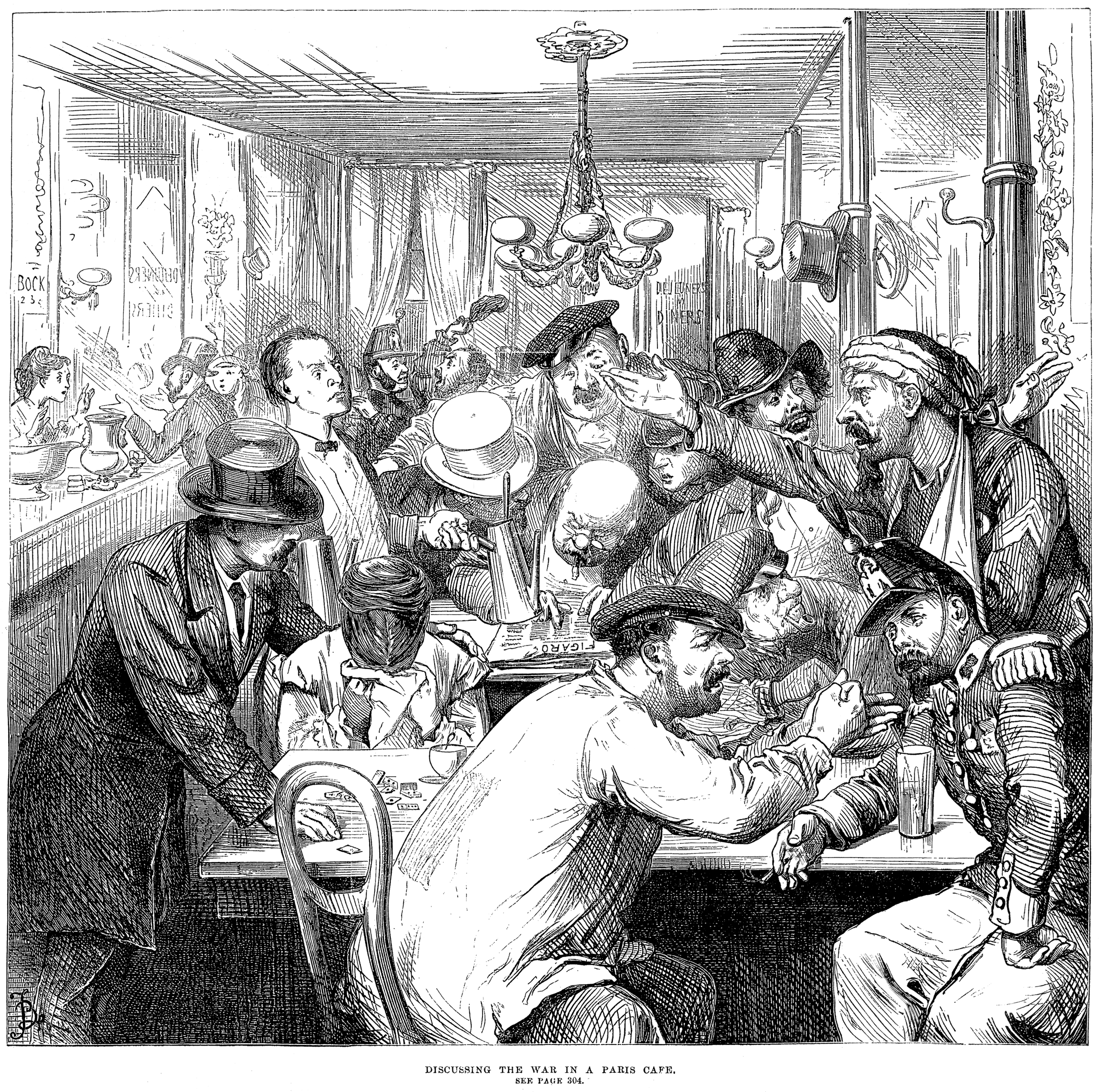
"パリのカフェでの戦争論議"
(画) フレッド・バーナード

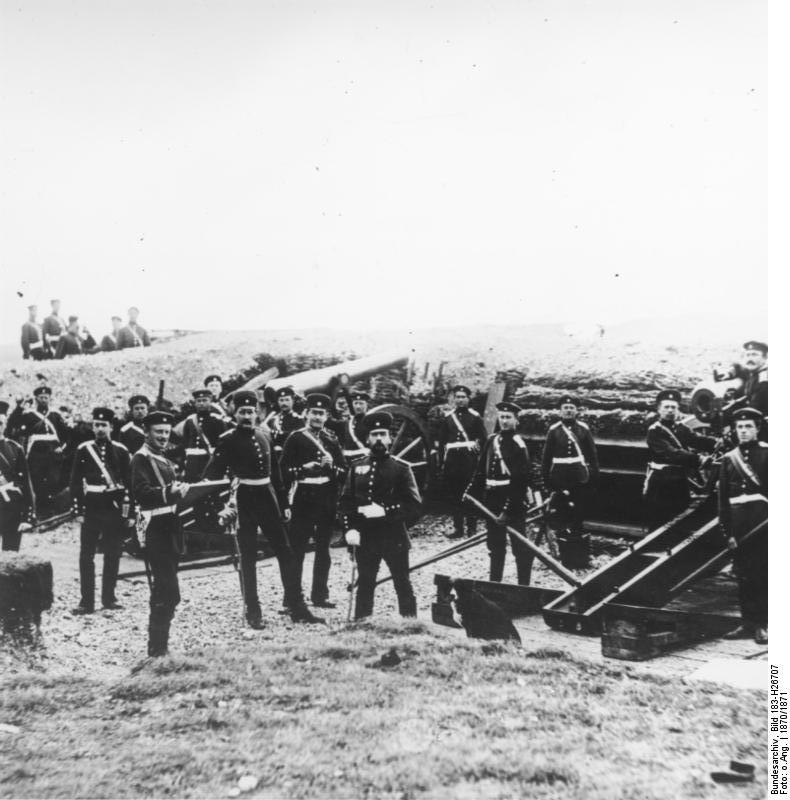
パリ包囲戦のプロイセン砲兵

共和国政府は、賠償金支払いや、アフリカまたは東南アジアの植民地をプロイセンに割譲する案も検討できたのだが、9月6日、ジュール・ファーブルは国防政府を代表して、フランスは「領土1インチたりとも、要塞の一石たりとも、譲り渡しはしない」と宣言した。そして、共和国は改めて宣戦し、全国で兵を徴募し、敵軍をフランスから追い出す事を公約とした。
これらの状況の下で、ドイツ軍は戦争を継続せねばならなくなった。とはいえ、ドイツ軍周辺でこれといった軍事的抵抗は確認されなかった。残っているフランス軍はパリ付近で塹壕を掘って布陣しているため、ドイツ軍の指導部はパリを攻撃して圧力を掛けることを決めた。9月15日までに、ドイツ軍は堅固な要塞と化したパリ市街の郊外に到着した。9月19日、ドイツ軍はパリを包囲し、障害物を構築してパリを封鎖した。これは継続中のメス攻囲戦と同じ戦法である。
普仏戦争の開戦当初は、ヨーロッパの公論はかなりドイツ寄りであった。例えば、多くのイタリア人がフィレンツェのプロイセン大使館に来て志願兵に申し込もうとしたし、プロイセンの外交官はカプレーラ島にジュゼッペ・ガリバルディを訪ねもした。ところが、フランス帝政が倒れて共和国政府が成立し、ビスマルクがアルザス返還を要求すると、イタリア世論は劇的に変化した。
その最たる例は、パリ革命直後のガリバルディの反応であろう。彼は1870年9月7日のジェノヴァの「Movimento」において、次のように言った「昨日までは、私は君たちにこう言った：『ボナパルトを倒す戦争だ』と。しかし今日は君たちにこう言おう：『フランス共和国を、あらゆる手段を尽くして救おうではないか』」。その後、ガリバルディはフランスへ赴き、ヴォージュ軍の指揮を執ることになる。

### パリ攻囲戦

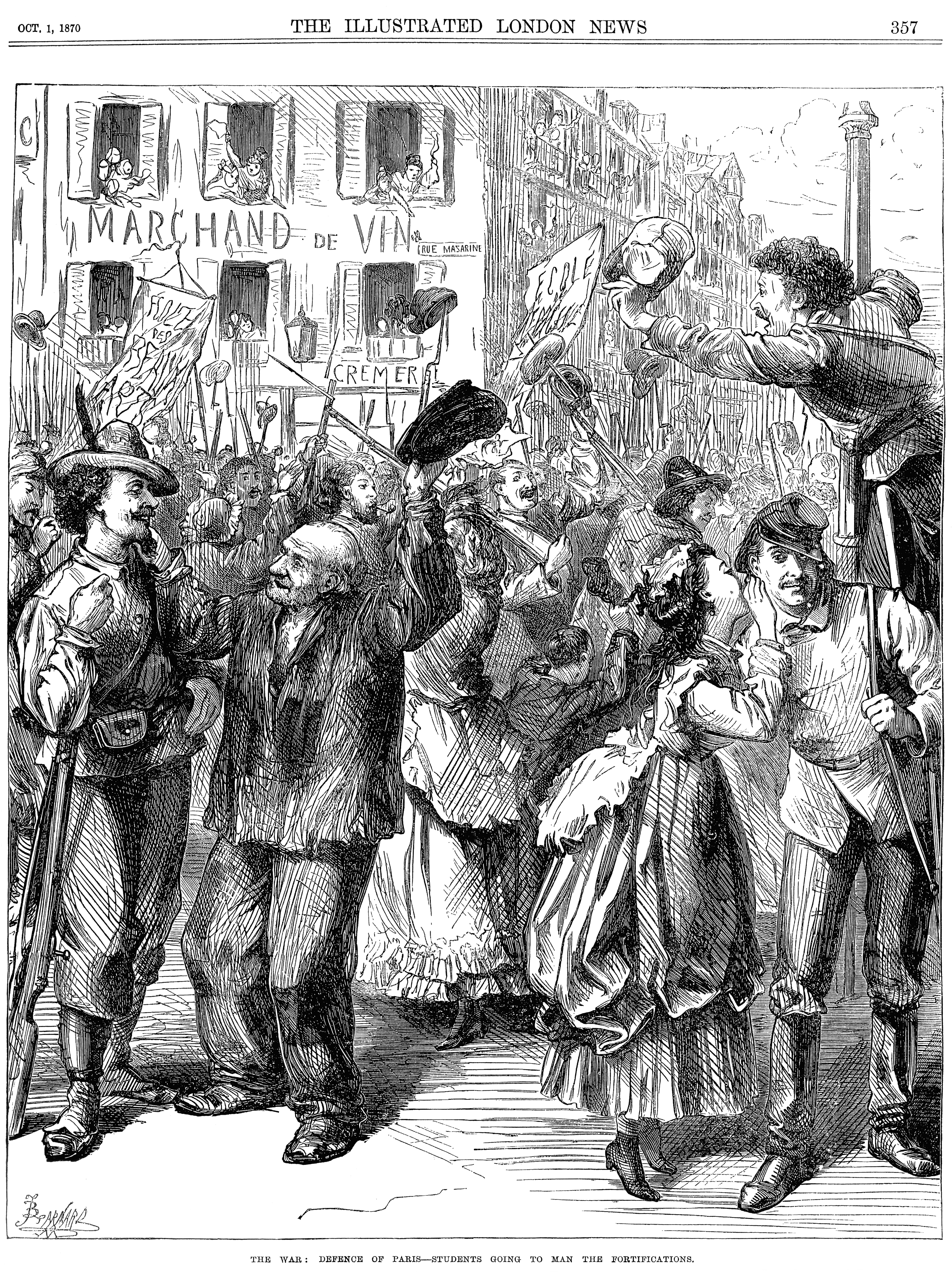
"戦争: パリ防衛　砦の守りに就く学生たち"。パリ攻囲戦の象徴的な画像の一つである。

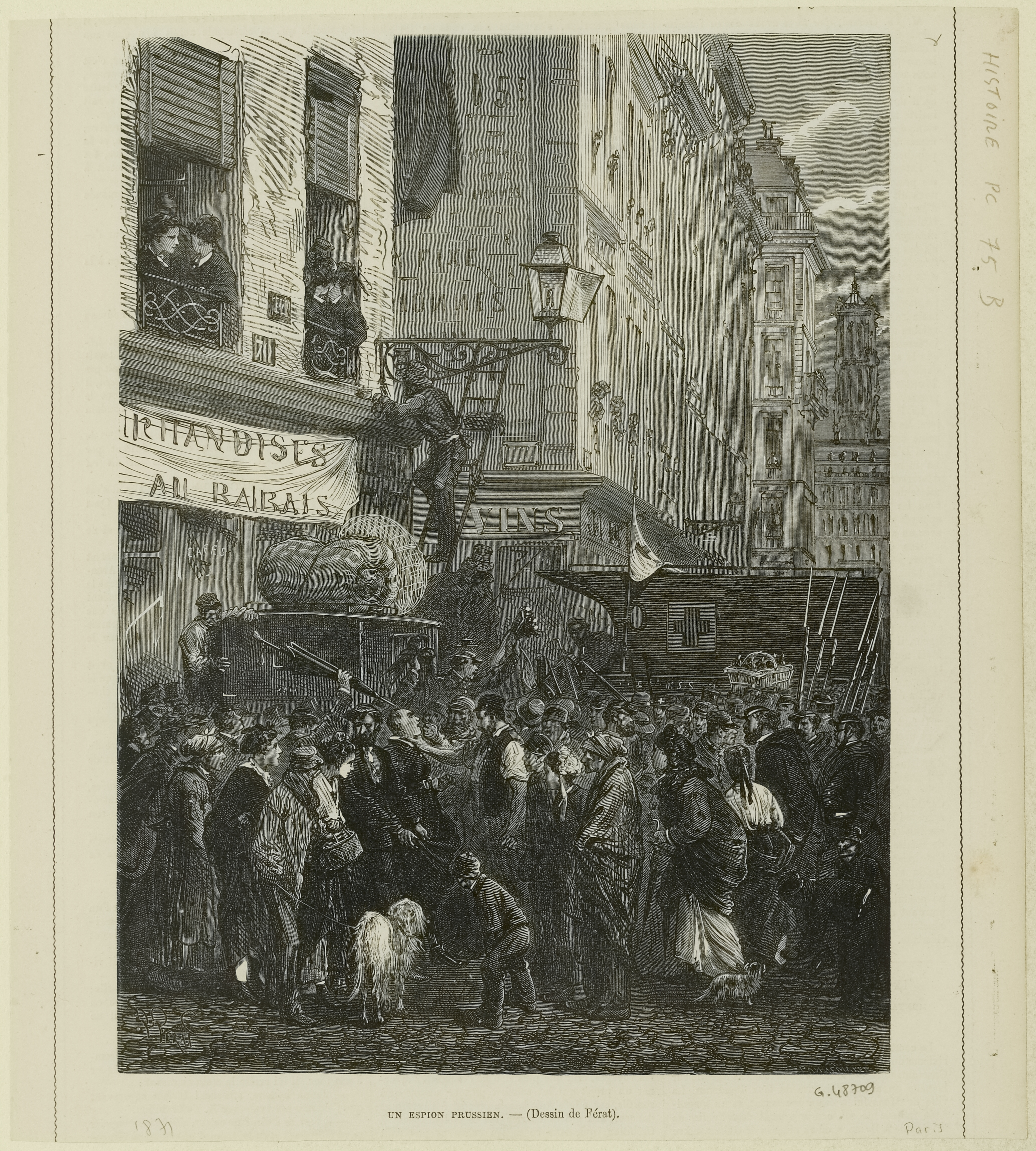
"プロイセンのスパイ"。
市民が女装したスパイを発見。

1870年9月19日から翌1871年1月28日のパリ包囲戦は、普仏戦争におけるフランス陸軍の最終的敗北を決定づけた戦いである。パリ攻囲戦期間中の1月18日には、ヴェルサイユ宮殿でドイツ帝国の成立が宣言され、プロイセン国王ヴィルヘルム1世が「ドイツ皇帝」（ドイツ語: Deutscher Kaiser）として推戴された。
ドイツ軍によるパリ包囲に直面して、フランス政府はフランス各地で幾つかの軍を編成するよう命じた。新しく編成された軍はパリに向けて進撃して、様々な方向から同時にドイツ軍を攻撃する企図であった。更に武装したフランス市民は、ドイツ軍の補給線を攻撃するために、いわゆる「Francs-tireurs」（「自由射手」）というゲリラ部隊を作った。
こうした状況の進展を受けて、ドイツ国内ではパリ市街への砲撃を求める世論が高まった。しかしながら、パリ攻囲戦を指揮していたレオンハルト・フォン・ブルーメンタール少将は道義的な立場から、パリ市街の砲撃には反対であった。この点については、王太子やモルトケなど、軍の最高指導者たちからの賛同も得られていた。
しかしながら、ビスマルクらからの圧力により、最終的にパリ砲撃は実施された。

### 包囲されたパリ

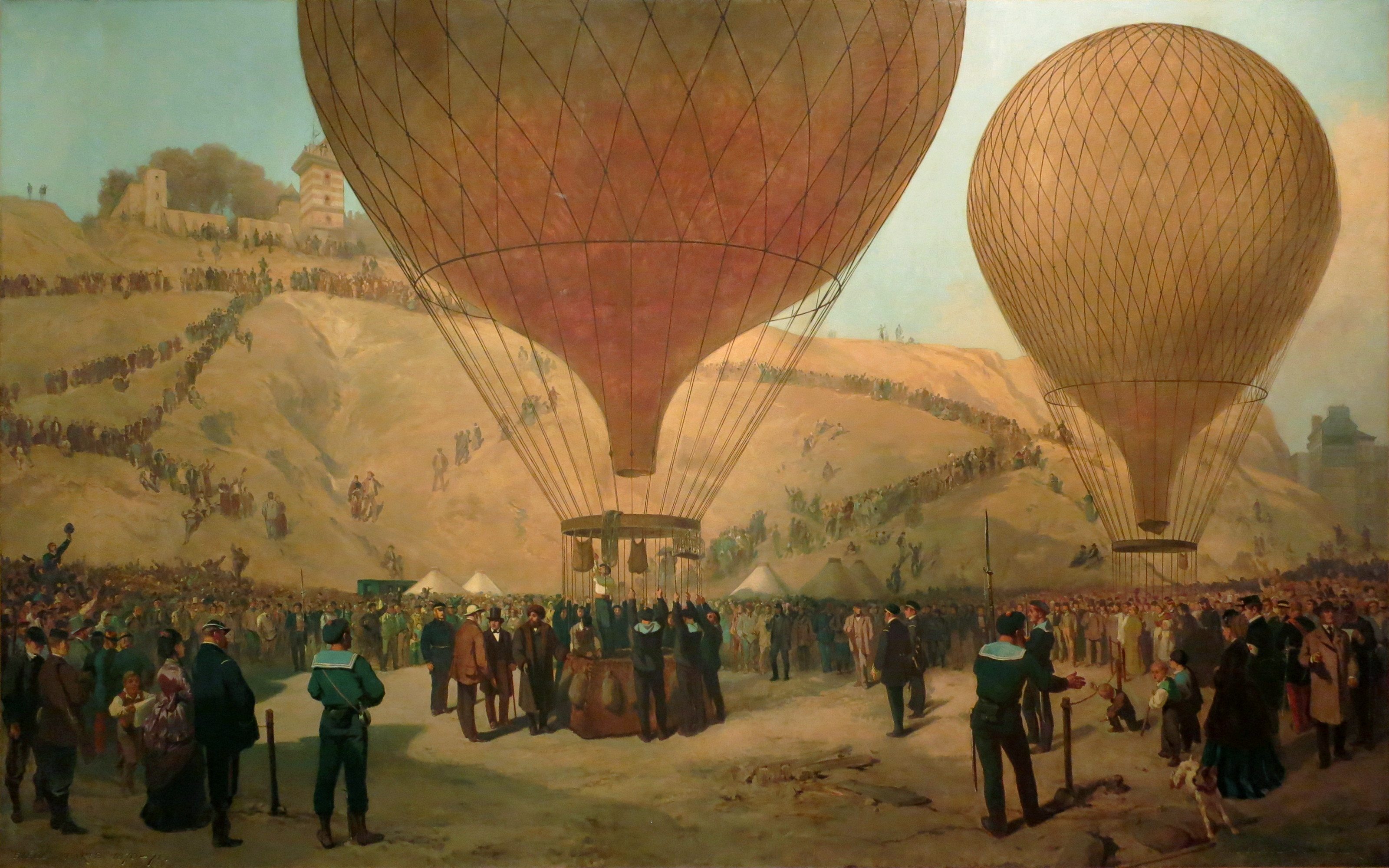
ガンベタのパリからの出発

パリ攻囲戦に際して、ナダールやゴダール兄弟といった飛行研究家たちが軍事用気球を建造して気球部隊を組織した。ナダールはモンマルトルに拠点を置き、「ジョルジュ・サンド号」（le George-Sand）、「アルマン・バルベス号」（l’Armand-Barbès）、「ルイ・ブラン号」（le Louis-Blanc）と名づけた石炭ガスで膨らませた3機の軽気球で、パリに迫る敵の偵察と撮影、地図作成、手紙の輸送などの作戦に従事した。当時の内務大臣で後の第三共和制成立に重要な役割を果たした愛国者レオン・ガンベタは、パリ包囲後の1870年10月7日に密使としてアルマン・バルベス号でパリを脱出し、トゥールに設置されていた国防政府派遣部に合流して指導者となった。
1870年9月から1871年1月までの間に、ゴダール兄弟がリヨン駅で、ナダールがパリ北駅で、それぞれ臨時の軽気球工場を運営した。66機の気球が建造され、包囲され電信ケーブルも切断されたパリから各地への11トン・250万通の郵便の輸送に従事した。これが世界最初の飛行機械の大量生産であり、世界最初の航空郵便でもあった。しかし軽気球の飛行は風任せの飛行でありどこに着地するかは予測できず、中には海に落ちて行方不明になったもの、プロイセン軍占領地域に着地して没収されたもの、ノルウェーにまで飛んで行き、期せずして当時の飛行最長記録を打ち立てたものもあった。地方からパリ市内に向けて気球を正確に着地させることは不可能だったため、気球はすべてパリ発の一方通行で、地方からの返信にはもっぱら伝書鳩が用いられた。

### ロワール方面の戦い
トゥールで国防政府派遣部を指揮するレオン・ガンベタは、新しいフランス軍の徴兵を開始した。
ドイツ軍の「皆殺し」計画についての真偽不明のニュースがフランス人を激昂させ、それによってフランス市民は新政府への支援を強め、数週間のうちに総兵力50万人以上の5個軍が新設された。
こうした動きにドイツ側も気付き、新しいフランス軍がパリ攻囲戦やその他の場所で大きな脅威となる前に発見、攻撃、分散させるため、幾らかの部隊をフランス各地へ派遣した。ドイツ軍はフランス全土を占領する用意はできていなかった。もしフランス全土を占領するとなれば、軍の配置が広がりすぎる。そうなれば1864年と1866年に戦って勝利したデンマークやオーストリアに対する備えが手薄になる。
10月10日、オルレアン付近でドイツ軍とフランス共和国軍の間の戦闘が起こった。当初はドイツ軍が勝利したが、フランス軍が援軍を送り込み、11月9日のクルミエの戦いでドイツ軍を破った。しかし、メス攻囲戦においてフランス軍が降伏した後、実戦経験のある10万人以上のドイツ軍精鋭部隊がドイツ軍の「南方軍」に加わった。この結果、フランス軍は12月4日にオルレアンを放棄せざるを得なくなり、最終的にル・マンの戦い（1月10〜12日）においてフランス軍は敗北した。
パリの北方で作戦しているフランス第2軍はアミアンの戦い（1870年11月27日）、バポームの戦い（1871年1月3日）、サン・カンタンの戦い（1月13日）と転戦した。

### 北部方面の戦い

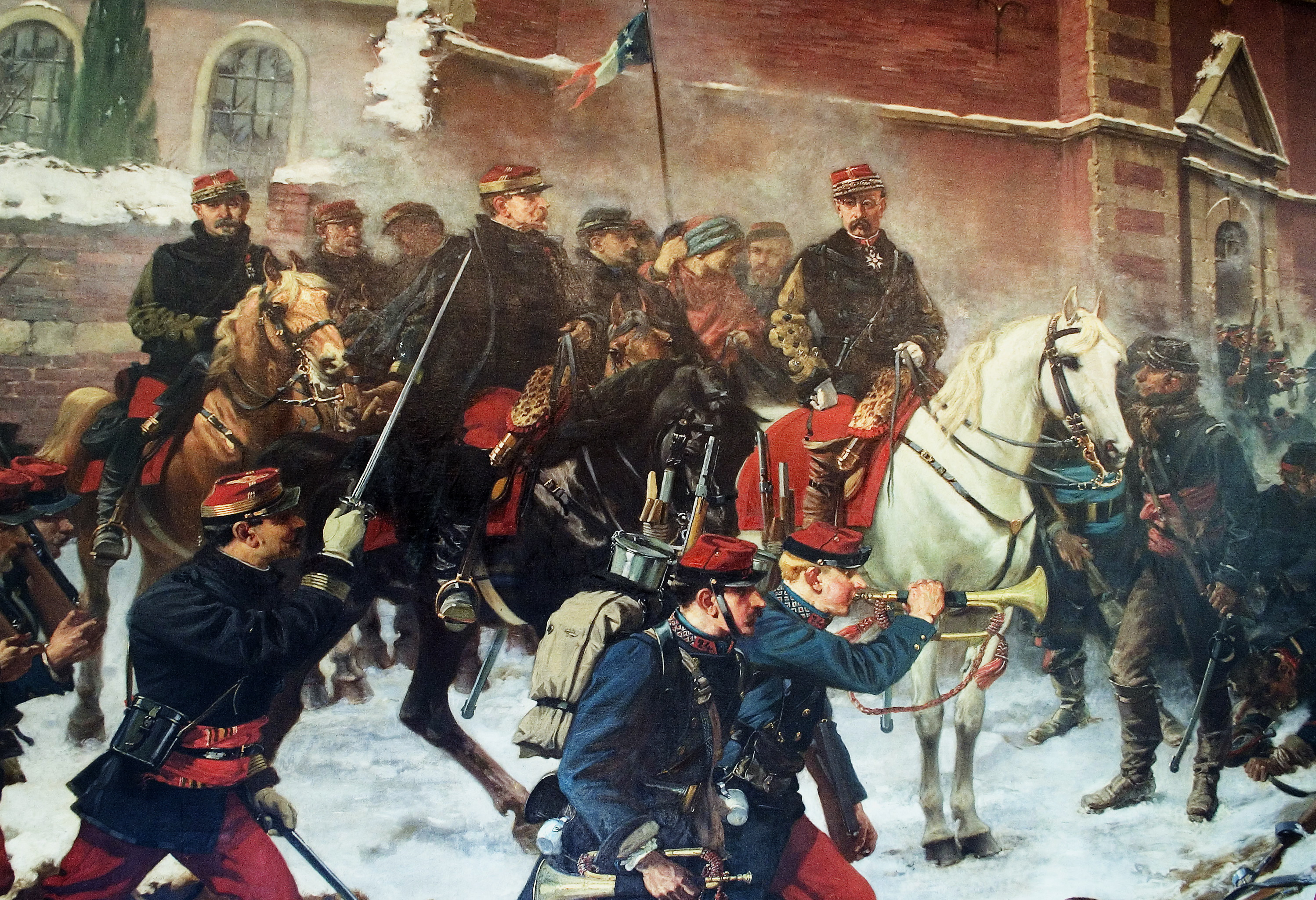
普仏戦争中の1871年1月2～3日にビエフヴィエ＝レ＝バポーム（Biefvillers-les-Bapaume）やバポーム（Bapaume）およびその近郊で起こったバポームの戦い。プロイセン軍の進撃をルイ・フェデルブ将軍のフランス「北方軍」が止めた。

ロワール軍の敗北を受けて、ガンベタはルイ・フェデルブ（Louis Leon Cesar Faidherbe）将軍の北方軍に救いを求めた。北方軍はアム（Ham）、La Hallue、アミアンなどで小規模な勝利を挙げていた。フェデルブ軍の部隊は北部フランスの要塞帯に拠ってうまく守りを固めていたため、孤立したプロイセン部隊に対して素早く攻撃を掛け、速やかに要塞帯の後方に退く戦法が可能となっていた。
北部軍は、武器工場群があるリールとの連絡は付いていたものの補給にかなり苦しんでおり、兵の士気は上がりにくかった。1871年1月、ガンベタはフェデルブ将軍に命じて、要塞帯を越えて軍を進め、野戦でプロイセン軍と交戦する事を強要した。軍は既に士気も低く、補給の問題、そして極寒の気象、兵の質が低いことにも苦しめられていた一方、フェデルブ将軍も西アフリカ以来数十年にわたる転戦の結果、自身の健康状態が悪化しており有効な陣頭指揮が出来なくなっていた。
サン・カンタンの戦いにおいて、フランス北方軍は大敗を喫して四散し、数万のプロイセン軍が東部方面に向かうのを許す結果となった。

### 東部方面の戦い
ロワール方面のフランス軍壊滅の後、ロワール軍の敗残兵はフランス東部に集結して東方軍を編成し、シャルル・ブルバキ（Charles Denis Bourbaki）将軍がこれを率いた。フランス北東部のドイツ軍補給線を断つ最後の試みにおいて、ブルバキ軍は北へ進軍してベルフォールを包囲しているプロイセン軍を攻撃し、友軍を救出しようとした。
リゼーヌ(Lisaine)の戦いにおいて、ブルバキ軍の部隊はアウグスト・フォン・ヴェーダー(August von Werder)将軍が指揮するドイツ軍防御線の突破に失敗した。更にエドヴィン・フォン・マントイフェル将軍のドイツ「南方軍」も加わって、ブルバキ軍をスイス国境付近の山地まで追い詰めた。全滅の危機に瀕したブルバキ軍は国境を越えてスイスに入り、ポンタルリエ(Pontarlier)付近で中立国スイスの手により武装解除され捕虜となった。

### 休戦

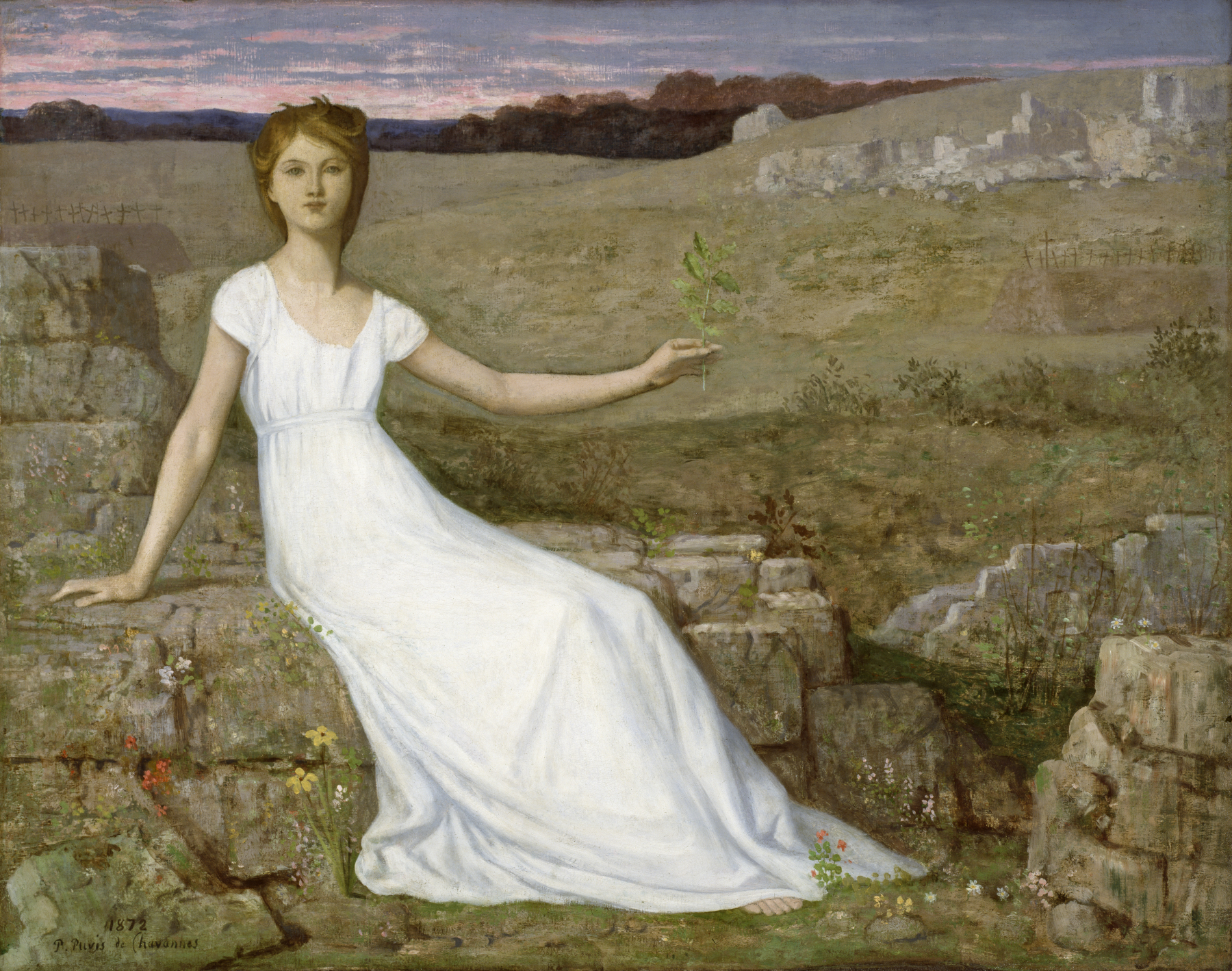
ピエール・ピュヴィス・ド・シャヴァンヌが描いたこの絵画では、普仏戦争後の困窮からの復興に向けた希望の象徴としてオークの小枝を持った女性が描かれている。 ウォルターズ美術館蔵。

1871年1月18日、パリに本拠を置く国防政府はプロイセンと休戦交渉を行った。パリの食糧が欠乏し、ガンベタの地方軍は度重なる敗戦で浮足立っている状況を受けて、1月24日フランス外相ジュール・ファーブルはビスマルクと講和条件を議論するためにヴェルサイユに赴いた。また、ナポレオン三世の愛人であったヴィルジニア・オルドイーニがビスマルクと会見し、プロイセンによる「パリ占領」がいかに"致命的"なものになるかを説得した。
ビスマルクは、国防政府がパリ郊外の幾つかの主要な要塞をプロイセン軍に明け渡すという条件の下で、直ちにパリ包囲を中止し、食糧（ドイツ軍の兵糧数百万食も含む）を搬入することに合意した。これらの要塞がなければ、フランス軍はもはやパリを防衛することはできない。パリの世論はプロイセンに対するいかなる形の開城にも譲歩にも強く反対していたが、国防政府の認識では、譲歩せずに戦争を続けた所でパリ陥落はもはや時間の問題であり、ガンベタの地方軍もドイツ軍を突破してパリを救うことはほぼ不可能であろうという認識であった。1月25日、ジュール・トロシュ首相は辞任して、ジュール・ファーブルがその後任となり、その2日後ファーブル首相はヴェルサイユにて降伏文書に署名し、翌午前0時に休戦が発効した。幾つかの情報源によれば、ファーブルはパリに戻る移動の途中で涙を流し、彼の娘の腕の中に泣き崩れたという。そして真夜中、パリ周辺の銃声は止んだ。
1月30日、ガンベタはトゥールでパリからの通信を受け取り、政府が降伏したと知らされた。彼は怒り狂って降伏を拒否し、直ちにオルレアンのドイツ軍に攻撃を開始した。その攻撃は、予想されていたとおり、失敗した。2月5日、パリの外交部の代理人がガンベタと討議するためにトゥールに到着し、翌日ガンベタは辞任して地方軍の指揮権を国防政府に返し、国防政府は直ちにフランス全土での休戦を命じた。

## フランスとプロイセンの海軍の活動
普仏戦争開戦に際して、フランス政府は海軍に北ドイツ沿岸の海上封鎖を命じた。北ドイツ連邦海軍(Norddeutsche Bundesmarine)は比較的小規模で、有効な反撃はできなかった。にもかかわらず、パリの作戦部門の決定的な不手際により、海上封鎖は部分的にしか成功しなかった。戦争勃発に備えて戦闘準備を整えているはずの徴募兵はニューファンドランドの漁業やスコットランドにおいて活用されていたため、兵力が少なかった。このため、470隻のフランス海軍のごく一部だけが1870年7月22日に出港した。間もなく、フランス海軍は石炭不足に苦しむようになった。ヴィルヘルムスハーフェン封鎖の失敗、そしてバルト海へ進出するか否か、またはフランスに戻るかについて命令が混乱したことなどから、フランス海軍の活動は効果が挙がらなかった。

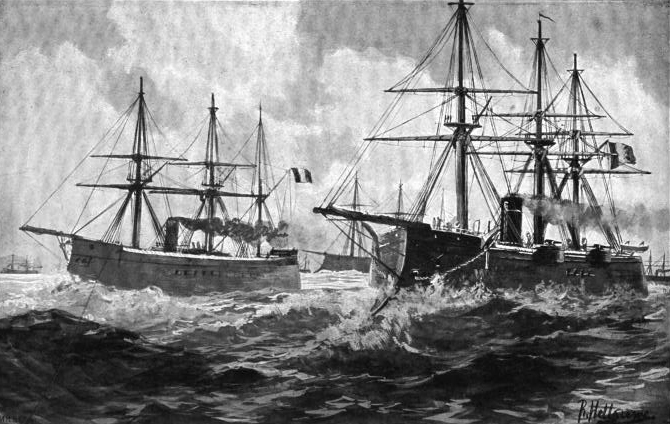
1870年のフランスの軍艦

アルザス＝ロレーヌ地方に対して想定されるドイツ軍の攻撃の圧力を緩和するため、ナポレオン3世らフランス軍指導部は開戦劈頭にドイツ北部に上陸作戦を行うことを計画した。これにより、ドイツ軍部隊を前線から逸らすばかりでなく、デンマークを刺激することにより、5万人のデンマーク陸軍と実力あるデンマーク海軍の支援を取り付けることも期待していた。しかしながら、少し前にプロイセンが手強い防御施設を北ドイツの主要港の周囲に設置していたことが分かった。それにはクルップ重砲による沿岸砲も含まれており、3700メートルの距離からフランス軍艦を砲撃出来る。フランス海軍はこれらの沿岸防御に対抗するために必要な重砲を備えていなかったことに加えて、プロイセンの海岸（ワッデン海）は上陸作戦の難しい干潟であるため、北ドイツへの上陸作戦は不可能であった。
北ドイツへの侵攻に当たる予定だったフランス海兵隊(Troupes de marine)および海軍陸戦隊は、結局シャロンのフランス陸軍の梃入れに回され、スダンの戦いでナポレオン3世と共に捕虜になった。メス攻囲戦とスダンの戦いにおいて、フランス陸軍の職業軍人の殆どが捕虜になり、陸軍将校がかなり不足したため、海軍士官が船を下りて陸に上がり、慌ただしく召集された「Garde Mobile」やフランス陸軍予備役部隊の将校に任命された。
北海の秋の嵐によって、警備のために残っていたフランス海軍の艦艇も大きな被害を受け、海上封鎖の効果は日に日に薄れていった。1870年9月までに海上封鎖は最終的に放棄され、冬の間は全く行われず、フランス海軍はイギリス海峡沿岸の港まで退却し、戦争終結まで港内に停泊し続けた。
フランス軍艦とドイツ軍艦の交戦は他の海域で散発的に発生した。例えば、日本の長崎でフランス海軍のデュプレクスがドイツ海軍の「ヘルタ（Hertha）」を海上封鎖した。また、1870年11月のハバナの戦いではキューバのハバナ沖でプロイセンの「メテオール（Meteor）」とフランスの「ブーヴェ（Bouvet）」が砲艦同士の戦闘となった。

## ドイツの勝因
ドイツ軍がフランス軍に対して、最初から最後まで常に主導権を握り、短期間で勝利を収めたことに、他の国々は度肝を抜かれた。多くの国がフランスの勝利を予測しており、殆どの国は少なくとも長期戦になるだろうと予測していた。ドイツ側の有していた戦略的優位性は、戦争が終結するまでその真価がドイツ以外では認識されていなかったのである。
他の国々はドイツがその軍事制度によって優位に立ったことをすぐに認識し、ドイツの革新的な軍事制度、中でも特に参謀幕僚制、国民皆兵、そして高度に精緻化した動員システムなど多くを採用した。

### 参謀幕僚制
モルトケが作り出したプロイセン参謀本部は、伝統的なフランス式軍制と比べて非常に有効であることが証明された。これは主に、プロイセン参謀本部は以前のプロイセン軍の作戦を研究し、過去の失敗から学ぶために作られたためである。また、広大な範囲に広がった大きな陣形を統御するモルトケの能力によって組織機構は大いに強化された。参謀総長は事実上のプロイセン陸軍総司令官であり、国防大臣から独立し、国王の命令のみに服した。フランスの参謀本部は、他の欧州諸国の軍と同様に、部隊指揮官の補佐役の集団より若干ましという程度のものであった。こうした無秩序な状態は、フランス軍指揮官が自らの部隊を制御する能力を阻害していた。また、戦時に師団や軍団を編成していたフランス軍では、高級士官達は自身が指揮する部隊やそれを支える幕僚のことが一切わからず、戦いながら把握していかなければならなかった。
それに加えて、プロイセンの軍事教育制度はフランス式よりも優れていた。プロイセンの参謀将校は、自ら率先し、独立して考えるよう訓練されていた。それこそが正にモルトケの求める参謀であった。一方、フランス軍では、教育制度と昇進制度において、知性の発達を窒息させるような欠点を持っていた。軍事史家Dallas Irvineによれば、その制度は「陸軍の頭脳能力を参謀や高級将校から排除する上で、ほぼ完璧な有効性を持っていた。フランスの軍事政策における数々の弁解不能な欠陥は、すべてその制度の結果として生じたトップの思考力の欠如に帰する事が出来る」

### 国民皆兵
1859年から1873年までプロイセン国防大臣を務めたアルブレヒト・フォン・ローンは、1860年代にプロイセン軍制に一連の改革を実施したが、その中でも二つの大きな改革によってその軍事力は実質的な増強を見るに至った。正規軍と事実上の予備役であるラントヴェーアを統合する陸軍再編と、動員令を発した場合には兵役年齢の男性全員を徴兵する国民皆兵がそれである。この結果、普仏戦争に参戦したドイツ諸邦の合計人口はフランスの人口をおよそ600万も下回っていたにもかかわらず、兵力においてはフランスのそれをおよそ5万上回る動員が可能となったのである。
|            | 全人口   | 動員兵力 |
| ---------- | -------- | -------- |
| フランス   | 約3800万 | 約50万   |
| ドイツ諸邦 | 約3200万 | 約55万   |

### 動員制度
普仏戦争勃発時、462,000人のドイツ軍が完璧にフランスの前線に送り込まれた一方、フランス軍は270,000人しか前線に送り込めなかった。フランス軍では、ずさんな計画と管理のために、まだ一発の銃弾も発射されない内から、既に100,000人の兵を活用できない状態になっていた。その理由の一部は平時の軍の編制にある。プロイセン軍の各軍団は「クライス」(Kreis。文字通り訳すと「円」)内の主要都市周辺に基地があり、連隊基地へ行くのに1日以上旅行せねばならない場所に住んでいる予備役兵はほとんどいなかった。対して、フランス軍の平時における最大の集合単位を「連隊」とし駐屯地を二年ごとに移動していた。これは革命が相次ぎ、軍が反乱軍となるのを恐れた帝国政府が軍を民衆から隔離しようとしたためだった。従って連隊は自らの兵を徴募する地域には駐屯していなかった。このため応召兵はまず数日旅行して所属連隊の補給処に出頭して、それから更に長旅を経て所属連隊の駐屯地へ向わなければならないということがしばしばあった。鉄道駅は多くの応召兵で埋め尽くされ、無為に軍糧と命令を待つばかりであった。実際に戦争開始時において歩兵１００個連隊中６５個連隊が補給厰から遠く離れた駐屯地にいた。
こうした平時の編制の違いが、戦争前の準備の違いによって更に際立たせられた。プロイセン参謀本部は、鉄道網を活用した分刻みの動員計画を用意しており、しかもその鉄道網の一部は参謀本部鉄道課の勧告に従って敷設されたものであった。一方、フランスの鉄道網は、複数の民間鉄道事業者が競争する中で、純粋に商業的な理由により敷設され発展してきたもので、アルザス＝ロレーヌの前線に向かう移動は、多くの場合、大幅な迂回や頻繁な乗り換えを必要とした。更に、軍が列車を統制する仕組みが全くなく、将校が適当だと考えた列車を単純に徴用して使っていた。操車場は兵を載せた貨車で埋め尽くされて身動きが取れなくなり、兵を下車させたり、正しい目的地へ出発させたりする事について責任を負う者は誰もいなかった。

### フランスの外交的孤立
普墺戦争終結後、プロイセンはドイツ南部諸国と攻守同盟を結んだ。エムス電報事件の結果フランスがプロイセンへ宣戦したため、ドイツ南部諸国は盟約に基づいてプロイセン側に立って参戦する理由が生じた。更に、エムス電報事件はドイツ民族としてのナショナリズムを刺激した。南ドイツ諸国でもプロイセン側に味方すべきとの世論が高まった。結果として、南ドイツ諸国は速やかにプロイセン側に立って参戦した。
オーストリア＝ハンガリー帝国やデンマークは、数年前にプロイセン相手に敗戦したことに対して復讐したいと考えてはいたが、フランスを信用できないことや、ドイツ南部諸国が早々にプロイセン側に立って参戦したこともあって、結局両国とも不干渉の立場を取った。
イタリア王国は当初参戦に乗り気で、１３万規模の遠征軍をラインへ派遣する案まで出ていたが、その見返りとして要求したローマ教皇領返還をフランスが拒否した為、中立を宣言した。
また、ナポレオン3世はロシア帝国やイギリス帝国との同盟を深めることにも失敗した。その一部はプロイセン宰相オットー・フォン・ビスマルクの外交的努力の成果でもあった。結果的にフランスは単独でドイツ諸邦と戦うこととなった。

### 武器
フランス軍の後装式小銃であるシャスポー銃の射程は1,500メートルで、ドイツ軍の「針打式」のドライゼ銃の射程550メートルを遥かに上回っていた。また、フランス軍は機関銃式の兵器、ミトラィユーズも保有していた。ミトラィユーズは25本の銃身で射程約1,800メートルで射撃できた。しかしながら、ミトラィユーズは極秘に開発され、それを使用した訓練も全く実施されないほどであったため、フランス軍の銃手たちはミトラィユーズを戦闘で実戦的に使用した経験が全くなかった。そのため、ミトラィユーズは大砲の一種のように扱われたが、大砲の役割で使うにはミトラィユーズは有効ではなかった。フランス軍は青銅製でライフリングを施した前装式の大砲を装備していた一方、プロイセン軍は最新式の鋼鉄製で後装式の大砲を使用していた。後装式は前装式よりも遥かに射程が長く、またより速く発射する事ができた。

## 影響
普仏戦争の講和条約は、1871年2月に仮条約がヴェルサイユで結ばれ、1871年5月10日のフランクフルト条約で正式に調印された。これによりフランスは東部のドイツ系住民居住地域であるアルザス＝ロレーヌ地方3県を失い（1919年までドイツ帝国直轄領エルザス＝ロートリンゲン州）、50億フランの賠償金の支払いを義務付けられた。またフランス領内に進駐していたプロイセン軍は1873年9月まで駐留することが決定された。

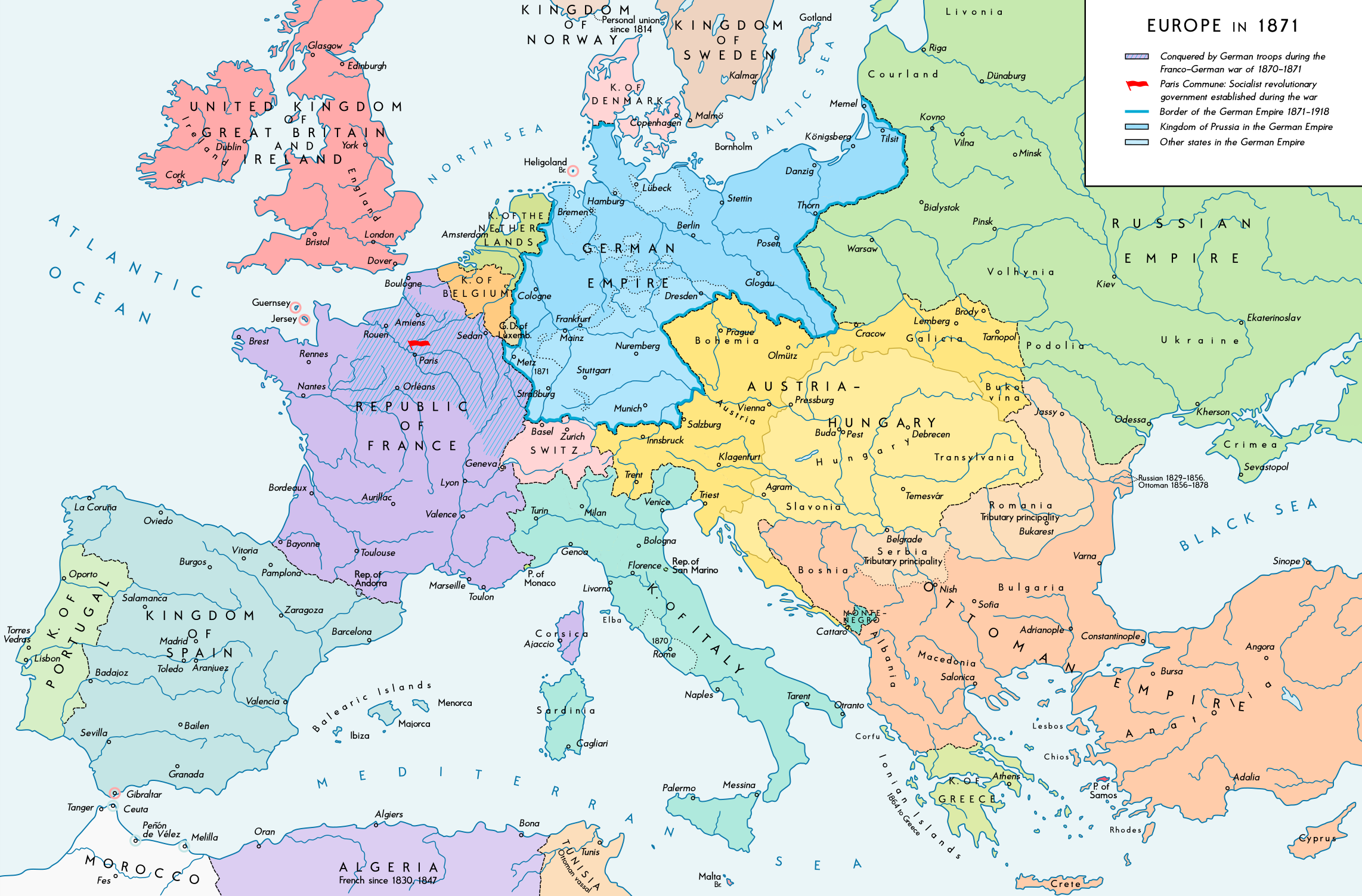
普仏戦争とドイツ統一後の欧州

普仏戦争の後、列強の一つ、統一ドイツ帝国が誕生することになる。戦後の国際外交はビスマルクの思惑通り進み、1873年、ドイツ帝国はロシア、オーストリア両帝国と三帝同盟を結ぶなど、フランスの外交的孤立化が進んだ。また戦争の余波で、ローマ教皇領はフランスからの軍事的保護を失い、普仏戦争中の1870年9月20日、イタリア王国軍によって占領された。
この戦争によりヨーロッパ大陸部におけるフランス優位は崩れ、ドイツはヨーロッパの覇権を目指して邁進することになる。そして、次にヨーロッパを中心に行われた戦争は、世界を一変させることになる1914年に開戦した第一次世界大戦である。

### プロイセンの対応と撤退

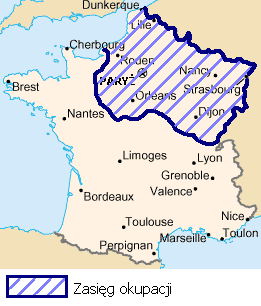
賠償金が支払われるまで占領されたフランスの領域

2月17日にプロイセン軍がパリで簡素な戦勝パレードを行った後、ビスマルクは休戦を履行して食糧の貨物列車をパリに送り、プロイセン軍はパリ市の東へ退いた。プロイセン軍はフランスが50億フランの戦争賠償金の支払いに同意すれば直ちに撤退することになっていた。それと同時に、プロイセン軍はフランスから撤退してアルザス＝ロレーヌ地方に集結した。主に中間層の約20万人の市民がパリを離れて地方へ向う大移住が起こった。

### 敗戦に対するフランスの対応

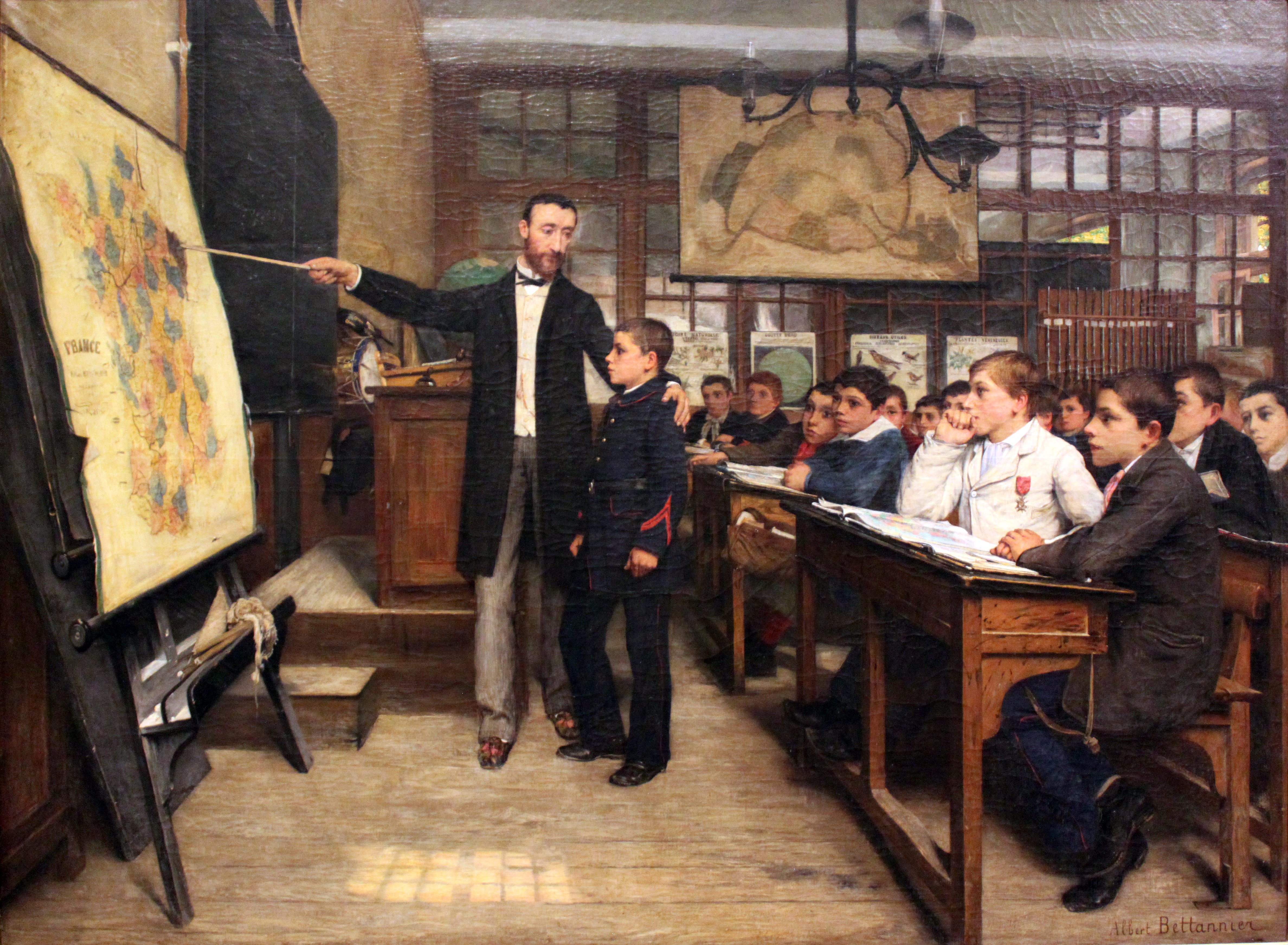
フランスでは、子供たちは学校で地図で黒く塗りつぶされている失った領土のことを忘れるなと教えられた。

国防政府の下で実施された国民議会選挙の結果、きわめて保守的な政府が出来上がった。当時の政治風潮により、パリに首都を設置するには危険過ぎたため、国民議会により選出されたアドルフ・ティエール大統領の下で、政府はヴェルサイユに設置された。この新政府は主に保守的な中流階級の地方政治家で構成されており、パリ市民を激怒させる様々な法律を通過させた。たとえば、異論の多かった「満期法」では、1870年9月以降延期されてきたパリ市内の賃料と、1870年11月以降支払い猶予されてきたフランス全国の全ての公債は、48時間以内に全額利息付きで返済せねばならないと命じた。パリは不相応に巨額の賠償金をプロイセンに支払う重荷を背負っているため、パリ市民は程なくしてヴェルサイユ政府に憤慨するようになった。パリは革命主義的な国民衛兵と、市内の幾らかの正規兵で防衛されている中、左翼のリーダーたちはパリ市庁舎（オテル・ド・ヴィル）に拠点を構えてパリ・コミューンを設置した。ヴェルサイユ政府はパリ・コミューンを鎮圧し、2万人の死者が出て、パリ市街の一部が焼失した。
フランスの小説家ギ・ド・モーパッサンは当時20歳で国民遊撃隊員だった。彼は後にこの戦争を題材にした小説『脂肪の塊』を発表する。
フランクフルト講和条約は、ドイツにストラスブール、メス要塞を渡す事に加え、アルザスおよびロレーヌ北部(モゼル県)をドイツ領土とし、両方（特にアルザス）ともにドイツ系住民が多数派の地域で、フランスの鉄鉱山の80%と機械工場群を含んでいた。この地域を失った事は、フランスの怨恨の源泉としてあり続け、第一次世界大戦に際してアルザス＝ロレーヌを奪還するかどうかの国民投票を行ったフランスでは国民の支持につながった。こうした「Revanchism」(復讐主義)がドイツとフランスの間の緊張を永続的なものとし、それも第一次世界大戦の遠因の一つとなった。
戦後、地方で戦争記念を行う動きが広がった。戦争で亡くなった人々を偲んで戦争記念碑がフランス各地に建立された。マルス・ラ・トゥール(Mars-la-Tour)、バゼイユ(Bazeilles)、ベルフォール(Belfort)の戦争記念碑が著名である。
1890年代、この戦争の影響から発展してドレフュス事件が起こった。フランスの軍事防諜機関の情報員によって、パリのドイツ大使館のゴミ箱の中からフランスの軍事機密が発見され、アルザス生まれでユダヤ人のフランス軍大尉アルフレド・ドレフュスがこの事件の犯人に仕立て上げられ、反逆罪により終身禁固刑を宣告された。彼は最終的に無実を晴らして1900年に釈放された。

### パリ・コミューン
パリ・コミューンは、1871年3月18日から同年5月28日までの短期間パリを支配した政権である。3月28日にパリ・コミューンが宣言されたが、プロイセンの支援を得たヴェルサイユ政府軍により5月28日に鎮圧された。パリ・コミューンはフランス敗戦後のパリにおける決起の結果として成立した。この決起は主に戦災とフランス労働者の間の不満が鬱積した結果であった。産業革命時代で労働者階級が初めて政権を取った事例と認められている。

### ドイツ統一

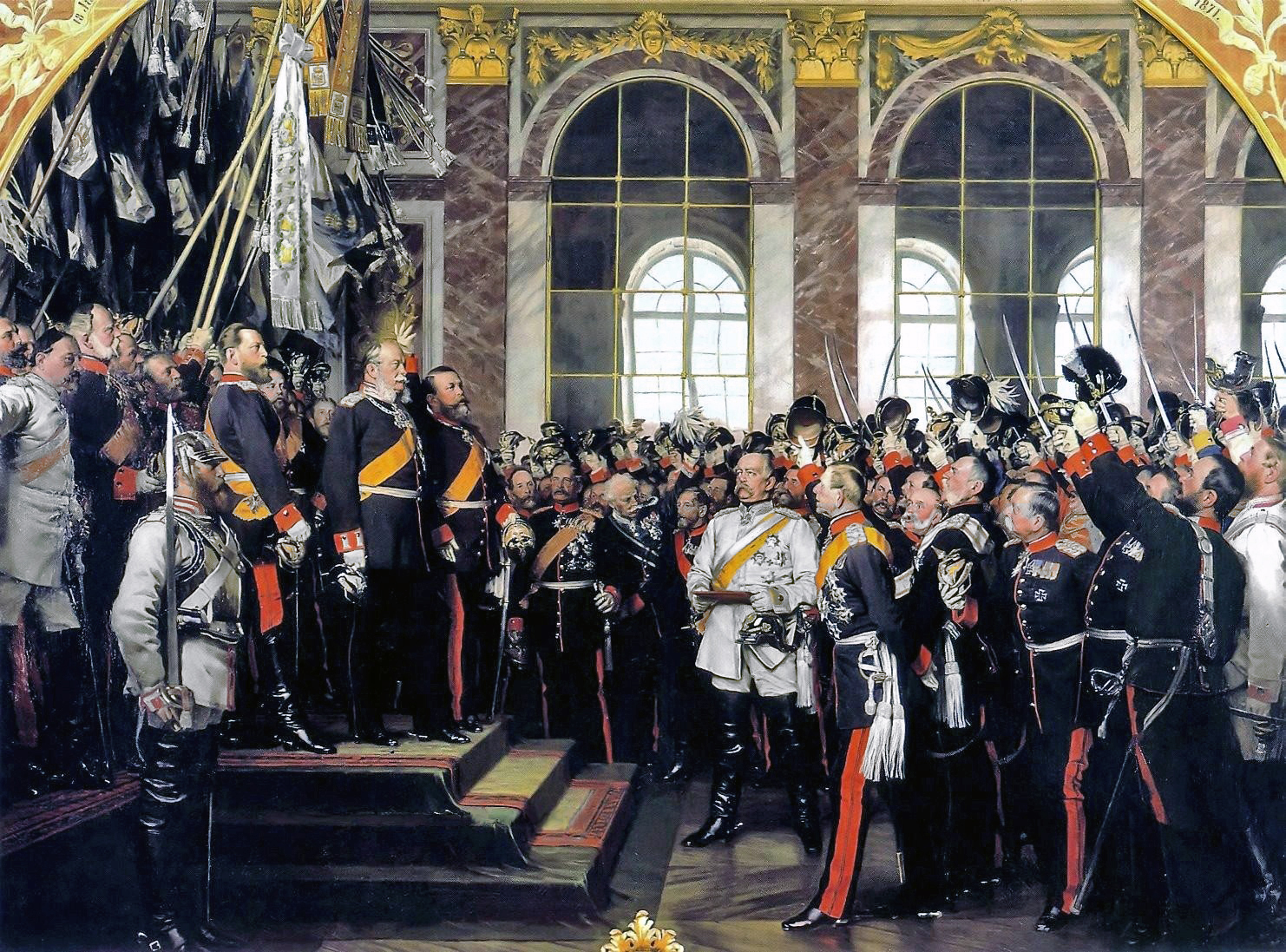
1871年1月18日、ヴェルサイユ宮殿鏡の間でのドイツ帝国成立宣言。
(画)アントン・フォン・ヴェルナー

統一ドイツ帝国の成立により、ナポレオン戦争後のウィーン会議で決められた「パワー・バランス」は終わりを告げた。ドイツは世界最強の常備陸軍を備えたヨーロッパ大陸の主要強国として急速に台頭し、脅威とみなされて敵視されるようになった。
当時の国際社会では大英帝国が世界最強の地位を保っていたが、19世紀後半のイギリスはヨーロッパ大陸の問題にはあまり関わらなかった（栄光ある孤立）ので、ドイツはヨーロッパ大陸において大きな影響力を振るう事が出来た。その影響力がヨーロッパ大陸から海外へと拡大し、イギリスの国益に抵触し始めたことも、第一次世界大戦の一因となった。
なお、当時のイギリスのハノーヴァー朝は元々ドイツ貴族（ハノーファー）の家系であったが、プロイセンの王家であるホーエンツォレルン家との関係はフリードリヒ大王の時代以降はほぼなく、イギリスのヴィクトリア女王の長女ヴィクトリアと、プロイセンのフリードリヒ王太子の結婚だけが顕著なものであった。
そして両者の子ヴィルヘルム2世は、独英が全面対決する第一次世界大戦とドイツ帝国終焉の当事者となる。

### 軍事思想への影響
普仏戦争での出来事はその後の40年間の軍事思想に多大な影響を与えた。この戦争から引き出された戦訓としては、参謀幕僚制の必要性、将来の戦争の規模や期間の見通し、砲兵や騎兵の戦術的使用などがあげられる。
国民皆兵制を採ったプロイセンが圧勝したことにより、他国も国民皆兵に追従することとなる。日本やロシアも普仏戦争の結果を見て国民皆兵制を採用した。
プロイセン軍は、遠距離でまずフランス軍砲兵を沈黙させ、その上で近距離でも歩兵攻撃を直接支援するため、砲兵を積極的に使用した。この用兵はフランス軍砲兵が採用していた防御的な用兵に比べて優れていたことが結果的に証明された。
プロイセン軍の戦術は（第一次世界大戦の勃発した）1914年までにはヨーロッパ各国の陸軍で採用された。たとえばフランスのM1897 75mm野砲は前進する歩兵を直接火力支援するために最適化された大砲である。1904〜1905年の日露戦争において、新しい無煙火薬を採用した小銃を装備した歩兵は砲兵に対して有効に戦えるという証拠があったが、多くのヨーロッパ諸国の陸軍はそれを無視していた。小銃の射程が伸びたことにより、砲兵はより遠距離から間接射撃を行わざるをえず、隠れた地点から間接射撃を行うのが普通になっていった。
マルス・ラ・トゥールの戦いにおいて、アーダルベルト・フォン・ブレドウ(Adalbert von Bredow)将軍が指揮するプロイセン軍第12騎兵旅団は、フランス軍砲列に対して突撃を行った。この攻撃は大損害を出しつつも成功したため、「フォン・ブレドウの決死の騎行」(von Bredow's Death Ride)として知られるようになり、戦場で騎兵突撃がなお優勢であることを示す事例とされた。しかし、第一次大戦の1914年の戦場では、伝統的な騎兵の使用は大損害を受けるだけであることが証明された。これは、小銃・機関銃・大砲の射撃が正確になり、なおかつ射程も伸びたためである。
フォン・ブレドウの攻撃は、突撃の直前に非常に有効な味方の砲撃があり、なおかつ、地形のおかげで敵に気付かれずに接近できたために成功しただけであった。